# 명탐정 코난의 단행본 목록
아래에 다루고 있는 내용은 일본의 만화 《명탐정 코난》의 단행본 목록을 정리한 것이다.

## 단행본 목록

### 01권 - 22권
| 편 | 사건명                                                |                                                                                                   | 수록 권    | 비고 |
| -- | ----------------------------------------------------- | ------------------------------------------------------------------------------------------------- | ---------- | --- |
| 0  | (괴도키드의 바쁜 데이트)                              | 0.쑥스러운 커플                                                                                   | 1권 스페셜 | 애니메이션 괴도키드 스페셜 3화 에피소드. 쿠도 신이치, 에도가와 코난, 모리 란, 나카모리 아오코, 쿠로바 카이토 그 외 다수 등장.                                           |
| 1  | 제트코스터 살인사건                                   | 1. 20세기 홈즈                                                                                    | 1권        | 애니메이션 제 1화. 쿠도 신이치, 에도가와 코난, 모리 란, 모리 코고로, 메구레 경부, 흑의 조직 (검은 조직) - 진, 워커 첫 등장. 그 외 다수 등장.                            |
| 2  | 사장 딸 유괴사건                                      | 2. 꼬마가 된 명탐정 3. 애들은 가라 4. 6번째의 굴뚝 5. 또 다른 공범                                | 1권        | 애니메이션 제 2화. 에도가와 코난, 모리 란, 모리 코고로, 아가사 히로시 박사 첫 등장. 검은 조직 - 진 회상. 그 외 다수 등장.                                               |
| 3  | 아이돌 밀실 살인사건                                  | 6. 맹탐정을 명탐정으로 7. 피로 얼룩진 아파트 8. 비슷한 사람 9. 불행한 오해                        | 1권        | 애니메이션 제 3화. 오키노 요코 첫 등장. 에도가와 코난, 모리 란, 모리 코고로, 메구레 경부, 아가사 히로시 등장. 검은 조직 - 진 회상. 그 외 다수 등장.                     |
| 4  | 적귀촌 화제 살인사건                                  | 10. 손쉬운 미행 11. 완벽한 알리바이 12. 사진의 증언                                               | 2권        | 애니메이션 제 38화. 에도가와 코난, 모리 란, 모리 코고로, 아가사 히로시, 메구레 경부 외 다수 등장.                                                                       |
| 5  | 기묘한 사람 찾기 살인사건                             | 13. 행방불명된 사나이 14. 납치된 소녀 15. 덩치 큰 사내를 찾아라! 16. 악마같은 여자                | 2권        | 애니메이션 제 13화. 미야노 아케미 첫 등장. 에도가와 코난, 모리 란, 모리 코고로, 아가사 히로시, 메구레 경부, 흑의 조직 (검은 조직) - 진, 워커 외 다수 등장.              |
| 6  | 유령저택 살인사건                                     | 17. 유령의 집 18. 사라진 아이들 19. 악몽의 지하실                                                 | 2권        | 애니메이션 제 20화. 소년 탐정단 (코지마 겐타, 요시다 아유미, 츠부라야 미츠히코) 첫 등장. 에도가와 코난 외 다수 등장.                                                    |
| 7  | 호화여객선 연쇄살인사건                               | 20. 하타모토 가의 사람들 21. 밀실의 비밀 22. 유산의 행방                                          | 3권        | 애니메이션 제 22 - 23화. 첫 2부작. 에도가와 코난, 모리 란, 모리 코고로 외 다수 등장.                                                                                    |
| 7  | 호화여객선 연쇄살인사건                               | 23. 하타모토 가 살인 음모 24. 어둠 속의 암살자 25. 이룰 수 없는 꿈                                | 3권        | 애니메이션 제 22 - 23화. 첫 2부작. 에도가와 코난, 모리 란, 모리 코고로 외 다수 등장.                                                                                    |
| 8  | 의문의 선물 협박사건                                  | 26. 의문의 선물 27. 동일 인물 28. 8월 3일의 수수께끼 29. 위기일발                                 | 3권        | 애니메이션 제 7화. 에도가와 코난, 모리 란, 모리 코고로, 아가사 히로시 외 다수 등장.                                                                                     |
| 9  | 미술관 사장 살인사건                                  | 30. 갑옷의 기사 31. 죽음의 메시지 32. 안 써지는 볼펜                                              | 4권        | 애니메이션 제 8화. 에도가와 코난, 모리 란, 모리 코고로, 메구레 경부 외 다수 등장.                                                                                       |
| 10 | 신칸센(新幹線. 신간선. 한국명의 경우 KTX ) 대폭파사건 | 33. 검은 코트 사나이와의 재회 34. 녹색 기차의 승객 35. 공포의 마지막 10초                         | 4권        | 애니메이션 제 5화. 에도가와 코난, 모리 란, 모리 코고로, 흑의 조직 (검은 조직) - 진, 워커 외 다수 등장.                                                                  |
| 11 | 대도시 암호지도 사건                                  | 36. 암호표를 얻다! 37. 암호를 해석하라! 38. 또 하나의 해답 39. 빛나는 물고기의 정체               | 4권        | 애니메이션 제 4화. 에도가와 코난, 모리 란, 모리 코고로, 소년 탐정단, 메구레 경부 외 다수 등장.                                                                          |
| 12 | 산장의 붕대남 살인사건                                | 40. 붕대를 감은 괴한 41. 첫 번째 희생자 42. 위험해 란!                                            | 5권        | 애니메이션 제 34 - 35화. 스즈키 소노코 첫 등장. 에도가와 코난, 모리 란 외 다수 등장.                                                                                    |
| 12 | 산장의 붕대남 살인사건                                | 43. 어둠 속의 습격 44. 살인마의 정체                                                              | 5권        | 애니메이션 제 34 - 35화. 스즈키 소노코 첫 등장. 에도가와 코난, 모리 란 외 다수 등장.                                                                                    |
| 13 | 노래방 살인사건                                       | 45. 노래방 살인사건 46. 자살이냐, 타살이냐! 47. 노래에 담긴 비밀 48. 비극적 오해                  | 5권        | 애니메이션 제 42화. 에도가와 코난, 모리 란, 스즈키 소노코, 메구레 경부 외 다수 등장.                                                                                    |
| 14 | 에도가와 코난 유괴사건                                | 49. 낯선 방문객 50. 탈출 그리고 추적                                                              | 5권        | 애니메이션 제 43화. 쿠도 유사쿠, 쿠도 유키코 첫 등장. 에도가와 코난, 모리 란, 모리 코고로, 아가사 히로시 외 다수 등장.                                                  |
| 14 | 에도가와 코난 유괴사건                                | 51. 가면 속의 진실                                                                                | 6권        | 애니메이션 제 43화. 쿠도 유사쿠, 쿠도 유키코 첫 등장. 에도가와 코난, 모리 란, 모리 코고로, 아가사 히로시 외 다수 등장.                                                  |
| 15 | 골동품 수집가 살인사건                                | 52. 세 명의 방문객? 53. 세 명의 알리바이 54. 자동 응답기의 수수께끼 55. 서랍장의 증언             | 6권        | 애니메이션 제 16화. 에도가와 코난, 모리 란, 모리 코고로, 메구레 경부 외 다수 등장.                                                                                      |
| 16 | 사라진 시체 살인사건                                  | 56. 결성! 소년탐정단 57. 수수께끼의 형제 58. 움직이는 시체의 수수께끼                             | 6권        | 애니메이션 제 15화. 에도가와 코난, 소년 탐정단, 메구레 경부 등장. 소년 탐정단 창설.                                                                                     |
| 17 | 천하일야제 살인사건                                   | 59. 축전의 밤 60. 완벽한 알리바이!?                                                               | 6권        | 애니메이션 제 9화. 요코미조 산고 첫 등장. 에도가와 코난, 모리 란, 모리 코고로 외 다수 등장.                                                                             |
| 17 | 천하일야제 살인사건                                   | 61. 사진의 함정                                                                                   | 7권        | 애니메이션 제 9화. 요코미조 산고 첫 등장. 에도가와 코난, 모리 란, 모리 코고로 외 다수 등장.                                                                             |
| 18 | 피아노소나타「월광(月光)」살인사건                    | 62. 월영도에서 온 초대장 63. 피아노의 저주 64. 남겨진 악보                                        | 7권        | 애니메이션 제 11화. 첫 1시간 스페셜, 제 1000화 ~ 1001화 첫 리메이크 작품. 에도가와 코난, 모리 란, 모리 코고로, 메구레 경부 외 다수 등장.                                |
| 18 | 피아노소나타「월광(月光)」살인사건                    | 65. 불길 속의 비밀 66. 피로 물든 버튼 67. 이름의 비밀!!                                           | 7권        | 애니메이션 제 11화. 첫 1시간 스페셜, 제 1000화 ~ 1001화 첫 리메이크 작품. 에도가와 코난, 모리 란, 모리 코고로, 메구레 경부 외 다수 등장.                                |
| 19 | 프로축구 선수 협박 사건                               | 68. 신이치의 연인!! 69. 명탐정 란!? 70. 목숨의 마감 시한!?                                        | 7권        | 애니메이션 제 10화. 에도가와 코난, 모리 란, 모리 코고로, 아가사 히로시 외 다수 등장.                                                                                    |
| 19 | 프로축구 선수 협박 사건                               | 71. 마침내 찾았다!!                                                                               | 8권        | 애니메이션 제 10화. 에도가와 코난, 모리 란, 모리 코고로, 아가사 히로시 외 다수 등장.                                                                                    |
| 20 | 어둠의 남작 살인사건                                  | 72. 어둠의 남작 73. 공포의 바이러스 74. 가면의 뒤                                                 | 8권        | 애니메이션 제 68 - 70화. 첫 3부작. 에도가와 코난, 모리 란, 모리 코고로, 메구레 경부 외 다수 등장.                                                                       |
| 20 | 어둠의 남작 살인사건                                  | 75. 란의 눈물 76. 바람의 장난!? 77. 떨어진 지점의 비밀                                            | 8권        | 애니메이션 제 68 - 70화. 첫 3부작. 에도가와 코난, 모리 란, 모리 코고로, 메구레 경부 외 다수 등장.                                                                       |
| 21 | 6월의 신부 살인사건                                   | 78. 비극의 신부 79. 금기의 레몬 티!? 80. 살인동기                                                 | 8권        | 애니메이션 제 18화. 마츠모토 키요나가 관리관 첫 등장. 에도가와 코난, 모리 란, 스즈키 소노코, 메구레 경부 외 다수 등장.                                                  |
| 22 | 아유미 유괴사건                                       | 81. 위험한 술래잡기 82. 목소리를 쫓아라!! 83. 어! 정말!?                                          | 9권        | 애니메이션 제 12화. 에도가와 코난, 소년 탐정단 등장. |
| 23 | 코고로의 동창회 살인사건                              | 84. 코고로의 동창회 85. 의외의 힌트 86. 서서 죽은 변경장군                                        | 9권        | 애니메이션 제 27 - 28화. 에도가와 코난, 모리 란, 모리 코고로 외 다수 등장.                                                                                              |
| 24 | 자산가 딸 살인사건                                    | 87. 신랑 고르기 88. 소리없이 다가오는 그림자 89. 또 하나의 시체… 90. 무차별 살인!?                | 9권        | 애니메이션 제 39 - 40화. 에도가와 코난, 모리 란, 모리 코고로 외 다수 등장.                                                                                              |
| 24 | 자산가 딸 살인사건                                    | 91. 물의 시간차 트릭                                                                              | 10권       | 애니메이션 제 39 - 40화. 에도가와 코난, 모리 란, 모리 코고로 외 다수 등장.                                                                                              |
| 25 | 외교관 살인사건                                       | 92. 서쪽의 명탐정 93. 두 사람의 추리 94. 동쪽의 명탐정…!? 95. 동쪽의 명탐정 나타나다!?            | 10권       | 애니메이션 제 48 - 49화. 핫토리 헤이지 첫 등장. 처음으로 신이치로 돌아감. 쿠도 신이치, 에도가와 코난, 모리 란, 모리 코고로, 메구레 경부 외 다수 등장.                   |
| 26 | 도서관 살인사건                                       | 96. 뜨겁기 때문에 97. 소리없이 다가오는 살인마 98. 또 한명의 승객                                 | 10권       | 애니메이션 제 50화. 첫 연속 이야기. 외교관 살인사건부터 이어진다. 에도가와 코난, 모리 란, 아가사 박사, 소년 탐정단, 메구레 경부 외 다수 등장.                           |
| 27 | 유키야마(설산) 산장 살인사건                          | 99. 눈보라가 부른 참극 100. 최후의 증언                                                           | 10권       | 애니메이션 제 46화. 에도가와 코난, 모리 란, 모리 코고로 외 다수 등장.                                                                                                   |
| 27 | 유키야마(설산) 산장 살인사건                          | 101. 말하는 식탁보                                                                                | 11권       | 애니메이션 제 46화. 에도가와 코난, 모리 란, 모리 코고로 외 다수 등장.                                                                                                   |
| 28 | TV방송국 살인사건                                     | 102. 생방송 도중의 죽음 103. 환상의 길 104. 긴급 추리쇼                                           | 11권       | 애니메이션 제 31화. 에도가와 코난, 모리 란, 모리 코고로, 메구레 경부, 스즈키 소노코, 요시다 아유미 등장. 실제로 코난 프로듀서인 스와 토치히코 씨가 등장.                |
| 29 | 커피 숍 살인사건                                      | 105. 소중한 사람!? 106. 흉기가 있는 곳 107. 두 가지 수수께끼                                      | 11권       | 애니메이션 제 32화. 키사키 에리 첫 등장. 에도가와 코난, 모리 란, 모리 코고로, 스즈키 소노코, 메구레 경부 등장.                                                          |
| 30 | 무천구전설 살인사건                                   | 108. 수행하는 동안 109. 벚꽃과 벽에 뚫린 구멍 110. 하늘을 나는 힘                                 | 11권       | 애니메이션 제 52화. 1시간 스페셜. 에도가와 코난, 모리 란, 모리 코고로, 메구레 경부 외 다수 등장.                                                                        |
| 31 | 달과 별과 태양의 비밀                                 | 111. 박사의 보물상자 112. 검은 태양 113. 보물의 정체                                              | 12권       | 애니메이션 제 163화 - 164화. 에도가와 코난, 소년 탐정단(어린이 탐정단), 아가사 박사 등장.                                                                               |
| 32 | 게임 회사 살인사건                                    | 114. 갑작스러운 만남 115. 폭탄의 행방 116. 코난의 오산                                            | 12권       | 애니메이션 제 54화. 코난, 검은 조직 - 데킬라 첫 등장. 에도가와 코난, 모리 란, 모리 코고로, 메구레 경부 등장.                                                            |
| 33 | 홈즈 마니아 살인사건                                  | 117. 마이크로후트에서의 모임 118. 너무 많이 알아버린 여자 119. 수수께끼의 폭발 120. 들통난 거짓말 | 12권       | 애니메이션 제 57 - 58화. 에도가와 코난, 모리 란, 모리 코고로, 핫토리 헤이지 외 다수 등장.                                                                               |
| 33 | 홈즈 마니아 살인사건                                  | 121. 본래의 모습                                                                                  | 13권       | 애니메이션 제 57 - 58화. 에도가와 코난, 모리 란, 모리 코고로, 핫토리 헤이지 외 다수 등장.                                                                               |
| 34 | 세 쌍둥이 별장 살인사건                               | 122. 목격자는…!? 123. 세 쌍둥이의 용의자 124. 형제의 슬픈 정                                      | 13권       | 애니메이션 제 72화. 에도가와 코난, 모리 란, 스즈키 소노코, 스즈키 아야코, 요코미조 산고 외 다수 등장.                                                                   |
| 35 | 일러스트레이터 살인사건                               | 125. 떨어지는 시체 126. 의혹의 자살 127. 꽃과 나비                                                | 13권       | 애니메이션 제 60화. 에도가와 코난, 모리 란, 모리 코고로, 메구레 경부 외 다수 등장.                                                                                      |
| 36 | 대괴수 고메라 살인사건                                | 128. 도망자 129. 괴수 고메라의 비극 130. 떠나가는 뒷모습                                          | 13권       | 애니메이션 제 63화. 에도가와 코난, 소년 탐정단, 아가사 박사, 메구레 경부 외 다수 등장.                                                                                  |
| 37 | 궁지에 몰린 명탐정! 연속 2대 살인사건 [1]             | 131. 사진이 있었다!! 132. 전화번호 133. 사건은 지금부터!?                                         | 14권       | 애니메이션 제 96화. 첫 2시간 스페셜. 에도가와 코난, 모리 란, 모리 코고로, 아가사 박사 외 다수 등장.                                                                     |
| 38 | 궁지에 몰린 명탐정! 연속 2대 살인사건 [2]             | 134. 낙엽 속의 심문 135. 어머니의 가슴 속!?                                                       | 14권       | 애니메이션 제 96화. 첫 2시간 스페셜. 야마무라 미사오 첫 등장. 에도가와 코난, 쿠도 유사쿠, 쿠도 유키코 외 다수 등장.                                                     |
| 38 | 궁지에 몰린 명탐정! 연속 2대 살인사건 [2]             | 136. 코난의 미소… 137. 유키코의 미소… 138. 또 한 사람의…                                          | 14권       | 애니메이션 제 96화. 첫 2시간 스페셜. 야마무라 미사오 첫 등장. 에도가와 코난, 쿠도 유사쿠, 쿠도 유키코 외 다수 등장.                                                     |
| 39 | 스키 로지 살인사건                                    | 139. 기묘한 모임 140. 마지막 손님                                                                 | 14권       | 애니메이션 제 84 - 85화. 에도가와 코난, 모리 란, 스즈키 소노코, 아가사 박사 외 다수 등장.                                                                               |
| 39 | 스키 로지 살인사건                                    | 141. 없다!? 142. 사라진 흉기 143. 눈물로 말하는 진실                                              | 15권       | 애니메이션 제 84 - 85화. 에도가와 코난, 모리 란, 스즈키 소노코, 아가사 박사 외 다수 등장.                                                                               |
| 40 | 인기 아티스트 유괴 사건                               | 144. 목소리가 닮았다!? 145. 노리고는… 146. 듀엣!?                                                 | 15권       | 애니메이션 제 81 - 82화. 코난의 성우 타카야마 미나미가 속해 있는 TWO-MIX 등장. 에도가와 코난, 모리 란, 스즈키 소노코, 메구레 경부, 소년 탐정단 등장.                    |
| 41 | 금융회사 사장 살인사건                                | 147. 죽음의 손가락!? 148. 마법으로!? 149. 악마가 부르는 소리                                      | 15권       | 애니메이션 제 75화. 에도가와 코난, 모리 란, 모리 코고로, 메구레 경부 외 다수 등장.                                                                                      |
| 42 | 명가 연속 변사사건                                    | 150. 피로 물든 붕대                                                                               | 15권       | 애니메이션 제 77 - 78화. 핫토리 헤이조 첫 등장. 에도가와 코난, 모리 란, 모리 코고로, 핫토리 헤이지 외 다수 등장.                                                        |
| 42 | 명가 연속 변사사건                                    | 151. 하얀 살인자 152. 진실의 전화 153. 불길의 인연                                                | 16권       | 애니메이션 제 77 - 78화. 핫토리 헤이조 첫 등장. 에도가와 코난, 모리 란, 모리 코고로, 핫토리 헤이지 외 다수 등장.                                                        |
| 43 | 테이탄 소(초등)학교 7대 불가사의 사건                 | 154. 학교의 불가사의 155. 누군가 있다!?                                                           | 16권       | 애니메이션 제 112화. 코바야시 스미코 선생 첫 등장. 에도가와 코난, 모리 코고로, 소년 탐정단 등장.                                                                        |
| 44 | 코난 VS 괴도 키드                                     | 156. 해후(邂逅) 157. 소멸(消滅) 158. 기배(気配) 159. 종극(終極)                                   | 16권       | 애니메이션 제 76화. 1시간 스페셜. 괴도 키드, 나카모리 긴조, 챠키 신타로, 스즈키 시로 첫 등장. 에도가와 코난, 모리 란, 모리 코고로, 스즈키 소노코, 아가사 박사 등장.     |
| 45 | 명 도예가 살인사건                                    | 160. 도예가들의 음모                                                                              | 16권       | 애니메이션 제 98 - 99화. 에도가와 코난, 모리 란, 모리 코고로, 아가사 박사, 메구레 경부 외 다수 등장.                                                                    |
| 45 | 명 도예가 살인사건                                    | 161. 확실한 증거 162. 소리로 죽인다!?                                                             | 17권       | 애니메이션 제 98 - 99화. 에도가와 코난, 모리 란, 모리 코고로, 아가사 박사, 메구레 경부 외 다수 등장.                                                                    |
| 46 | 스쿠버 다이빙 살인사건                                | 163. 세 가지 음모 164. 달아난 흉기 165. 잊을 수 없어                                              | 17권       | 애니메이션 제 114-115화. 에도가와 코난, 모리 란, 모리 코고로, 키사키 에리 외 다수 등장.                                                                                 |
| 47 | 강도범인 입원사건                                     | 166. 어떡하지!?                                                                                   | 17권       | 애니메이션 제 91화. 에도가와 코난, 모리 코고로, 소년 탐정단, 메구레 경부 외 다수 등장.                                                                                  |
| 48 | 도적단 수수께끼의 양옥사건                            | 167. 시계가… 168. 귀신이다!? 169. L·N·R                                                           | 17권       | 애니메이션 제 104 - 105화. 에도가와 코난, 모리 란, 모리 코고로 외 다수 등장.                                                                                            |
| 49 | 시대극 배우 살인사건                                  | 170. 배우들이 모였다                                                                              | 17권       | 애니메이션 제 102- 103화. 타카기 와타루 첫 등장. 에도가와 코난, 모리 란, 모리 코고로, 메구레 경부 외 다수 등장.                                                         |
| 49 | 시대극 배우 살인사건                                  | 171. 같을텐데… 172. 두 개의 방                                                                    | 18권       | 애니메이션 제 102- 103화. 타카기 와타루 첫 등장. 에도가와 코난, 모리 란, 모리 코고로, 메구레 경부 외 다수 등장.                                                         |
| 50 | 첫사랑한 사람 추억사건                                | 173. 첫사랑한 사람… 174. 불타는 진실 175. 마음을 열면!?                                           | 18권       | 애니메이션 제 100 - 101화. 에도가와 코난, 모리 란, 모리 코고로, 스즈키 소노코 외 다수 등장.                                                                             |
| 51 | 흑의 조직으로부터 온 여자, 대학교수 살인사건 [1]      | 176. 전입생은… 177. 검은 옷의 여자 178. 코드네임 : 셰리                                           | 18권       | 애니메이션 제 129화. 2시간 스페셜. 하이바라 아이 = 미야노 시호 = 셰리 첫 등장. 에도가와 코난, 소년 탐정단, 메구레 경부, 진, 워커 등장. 그외 다수 등장.                  |
| 52 | 흑의 조직으로부터 온 여자, 대학교수 살인사건 [2]      | 179. 수상한 소녀 180. 체크 메이트                                                                 | 18권       | 애니메이션 제 129화. 2시간 스페셜. 에도가와 코난, 하이바라 아이, 아가사 히로시, 요코미조 산고, 진, 워커 외 다수 등장. 미야노 아케미 회상.                               |
| 52 | 흑의 조직으로부터 온 여자, 대학교수 살인사건 [2]      | 181. 어째서…                                                                                      | 19권       | 애니메이션 제 129화. 2시간 스페셜. 에도가와 코난, 하이바라 아이, 아가사 히로시, 요코미조 산고, 진, 워커 외 다수 등장. 미야노 아케미 회상.                               |
| 53 | 미스테리 작가 실종사건                                | 182. 사라진 소설가 183. 정상의 ½ 184. 프랑스에…                                                   | 19권       | 애니메이션 제 116 - 117화. 에도가와 코난, 모리 란, 모리 코고로, 메구레 경부, 다카기 형사, 핫토리 헤이지 외 다수 등장.                                                   |
| 54 | 나니와(浪速)의 연쇄살인사건                           | 185. 이 거리의 음식 186. 네 명 몫의 지갑 187. 지갑 안에… 188. 면허증의 비밀                       | 19권       | 애니메이션 제 118화. 1시간 스페셜. 토야마 형사부장, 토야마 카즈하, 오타키 고로 첫 등장. 에도가와 코난, 모리 란, 모리 코고로, 핫토리 헤이조, 핫토리 헤이지 외 다수 등장. |
| 55 | 경기장 무차별 협박사건                                | 189. 표적이 된 공 190. 5만 6천명의 인질                                                           | 19권       | 애니메이션 제 130 - 131화. 사토 미와코 첫 등장. 에도가와 코난, 소년 탐정단, 하이바라 아이, 메구레 경부, 다카기 형사 외 다수 등장.                                       |
| 55 | 경기장 무차별 협박사건                                | 191. 먼 곳에서의 시선                                                                             | 20권       | 애니메이션 제 130 - 131화. 사토 미와코 첫 등장. 에도가와 코난, 소년 탐정단, 하이바라 아이, 메구레 경부, 다카기 형사 외 다수 등장.                                       |
| 56 | 마술애호가 살인사건                                   | 192. 역행(逆行) / 달아나라 193. 백은(白銀) / 눈밭에서… 194. 격리(隔離) / 이상한 움직임            | 20권       | 애니메이션 제 132 - 134화. 에도가와 코난, 모리 란, 모리 코고로, 스즈키 소노코, 메구레 경부, 괴도 키드 등장. 쿠로바 도이치 회상.                                         |
| 56 | 마술애호가 살인사건                                   | 195. 탐색(探索) 196. 발로(発露)                                                                   | 20권       | 애니메이션 제 132 - 134화. 에도가와 코난, 모리 란, 모리 코고로, 스즈키 소노코, 메구레 경부, 괴도 키드 등장. 쿠로바 도이치 회상.                                         |
| 57 | 욕실 밀실사건                                         | 197. 잘가… 198. 증거가 보인다 199. 언니 생각…                                                     | 20권       | 애니메이션 제 121 - 122화. 에도가와 코난, 모리 란, 모리 코고로, 메구레 경부, 다카기 형사 외 다수 등장.                                                                  |
| 58 | 푸른 고성(古城) 탐색사건                              | 200. 고성(孤城)으로의 초대                                                                        | 20권       | 애니메이션 제 136 - 137화. 에도가와 코난, 소년 탐정단, 하이바라 아이, 아가사 박사 외 다수 등장.                                                                         |
| 58 | 푸른 고성(古城) 탐색사건                              | 201. 그리고 또… 202. 카운트다운 203. 상아의 탑                                                    | 21권       | 애니메이션 제 136 - 137화. 에도가와 코난, 소년 탐정단, 하이바라 아이, 아가사 박사 외 다수 등장.                                                                         |
| 59 | 하늘을 나는 밀실, 쿠도 신이치 최초의 사건             | 204. 첫인사 205. 창공의 밀실 206. 마지막 비장의 수단 207. 가슴에 숨겨서…                          | 21권       | 애니메이션 제 162화. 1시간 스페셜. 쿠도 신이치, 모리 란, 메구레 경부, 다카기 형사, 에도가와 코난, 모리 코고로, 소년 탐정단 외 다수 등장.                                |
| 60 | 본청 형사의 사랑이야기                                | 208. 사쿠라다 문의 변!? 209. 경부(警部)의 추리 210. 뜻밖의 적(라이벌)                             | 21권       | 애니메이션 제 146 - 147화. 시라토리 닌자부로, 미야모토 유미 첫 등장. 에도가와 코난, 소년 탐정단, 아가사 박사, 하이바라 아이, 다카기 형사, 사토 미야코 등장.             |
| 61 | 결혼 전야의 밀실살인사건                              | 211. 도쿄(東京)의 날씨                                                                            | 21권       | 애니메이션 제 141 - 142화. 에도가와 코난, 모리 란, 모리 코고로, 핫토리 헤이지, 토야마 카즈하, 메구레 경부 외 다수 등장.                                                 |
| 61 | 결혼 전야의 밀실살인사건                              | 212. 모두 다 213. 증거는… 214. 걸린 사냥감                                                        | 22권       | 애니메이션 제 141 - 142화. 에도가와 코난, 모리 란, 모리 코고로, 핫토리 헤이지, 토야마 카즈하, 메구레 경부 외 다수 등장.                                                 |
| 62 | 우에노(上野)발 북두성 3호                             | 215. 북두성(北斗星) 216. 정체를 이슬로!? 217. to be continued･･･ 218. 종착역                      | 22권       | 애니메이션 제 144 - 145화. 에도가와 코난, 모리 란, 모리 코고로, 쿠도 유사쿠, 쿠도 유키코 외 다수 등장.                                                                  |
| 63 | 소노코의 위험한 여름 이야기                           | 219. 그 때로 간 소노코 220. 잠자는 공주 221. 충격의 귀공자                                        | 22권       | 애니메이션 제 153 - 154화. 쿄고쿠 마코토 첫 등장. 에도가와 코난, 모리 란, 모리 코고로, 스즈키 소노코, 요코미조 산고 등장.                                               |

### 23권 - 39권
| 편  | 사건명                                                              | 파일명                                                                                                  | 수록 권 | 비고 |
| --- | ------------------------------------------------------------------- | --- | ------- | --- |
| 64  | 최후의 상영 살인사건                                                | 222. 치네·칫타 223. 거울 속의 진실 224. 꿈의 장소                                                       | 23권    | 애니메이션 제 138 - 139화. 에도가와 코난, 아가사 박사, 하이바라 아이, 소년 탐정단, 메구레 경부, 타카기 형사 외 다수 등장. |
| 65  | 20년째의 살의, 심포니(Symphony. 교향곡)호 연쇄살인사건              | 225. 그림자의 계획가 226. 살의는 불타고… 227. 뜻밖의 표적                                               | 23권    | 애니메이션 제 174화. 2시간 스페셜. 에도가와 코난, 모리 란, 모리 코고로, 핫토리 헤이지, 아가사 박사, 하이바라 아이 외 다수 등장. |
| 65  | 20년째의 살의, 심포니(Symphony. 교향곡)호 연쇄살인사건              | 228. 파도 너머로… 229. 이것이 진실 230. 증인 귀환                                                       | 23권    | 애니메이션 제 174화. 2시간 스페셜. 에도가와 코난, 모리 란, 모리 코고로, 핫토리 헤이지, 아가사 박사, 하이바라 아이 외 다수 등장. |
| 66  | 본청 형사의 사랑이야기 2                                            | 231. 수사개시!!                                                                                         | 23권    | 애니메이션 제 156 - 157화. 에도가와 코난, 아가사 박사, 하이바라 아이, 메구레 경부, 다카기 형사, 사토 미와코, 시라토리 경부 등장. |
| 66  | 본청 형사의 사랑이야기 2                                            | 232. 현장검증 233. 카운트다운                                                                           | 24권    | 애니메이션 제 156 - 157화. 에도가와 코난, 아가사 박사, 하이바라 아이, 메구레 경부, 다카기 형사, 사토 미와코, 시라토리 경부 등장. |
| 67  | 어둠 속의 사각                                                      | 234. 앞으로 반 년… 235. 어둠 속… 236. 믿을 수 없는 공통점 237. 최후의 마음                              | 24권    | 애니메이션 제 170 - 171화. 아라이데 토모아키 첫 등장. 에도가와 코난, 모리 란, 모리 코고로, 아가사 박사, 하이바라 아이, 키사키 에리, 메구레 경부, 타카기 형사 외 다수 등장.                                                                                   |
| 68  | 흑의 조직과의 재회                                                  | 238. 배반의 길목 239. 칠흑의 장례 240. 갑작스러운 이별                                                  | 24권    | 애니메이션 제 176 - 178화. 미스야마 켄조(피스코), 크리스 빈야드(베르무트. 샤론 빈야드) 첫 등장. 에도가와 코난, 메구레 경부, 타카기 형사, 소년 탐정단, 아가사 박사, 하이바라 아이, 미야노 시호, 진, 워커 외 다수 등장.                                        |
| 68  | 흑의 조직과의 재회                                                  | 241. 과거로부터의 총탄 242. 새하얀 세상                                                                 | 24권    | 애니메이션 제 176 - 178화. 미스야마 켄조(피스코), 크리스 빈야드(베르무트. 샤론 빈야드) 첫 등장. 에도가와 코난, 메구레 경부, 타카기 형사, 소년 탐정단, 아가사 박사, 하이바라 아이, 미야노 시호, 진, 워커 외 다수 등장.                                        |
| 69  | 소생 하는 죽음의 전언                                               | 243. 따돌림!? 244. 죽은 자는 말이 없다 245. 모색의 단어                                                 | 25권    | 애니메이션 제 172 - 173화. 치바 형사 첫 등장. 에도가와 코난, 모리 란, 모리 코고로, 스즈키 소노코, 메구레 경부, 다카기 형사, 쿄고쿠 마코토 등장 외 다수. |
| 70  | 돗토리 거미 저택의 변                                               | 246. 거미 저택 247. 공포를 봤다 248. 헤이지의 절규                                                      | 25권    | 애니메이션 제 166 - 168화. 에도가와 코난, 모리 란, 모리 코고로, 핫토리 헤이지, 토야마 카즈하 외 다수 등장. |
| 70  | 돗토리 거미 저택의 변                                               | 249. 헤이지의 분노 250. 말도 안돼                                                                       | 25권    | 애니메이션 제 166 - 168화. 에도가와 코난, 모리 란, 모리 코고로, 핫토리 헤이지, 토야마 카즈하 외 다수 등장. |
| 71  | 목숨을 건 부활 (동굴의 탐정단 & 부상당한 명탐정)                    | 251. 상처 입은 탐정단 252. 든든한 명탐정들 253. 하나의 확신                                             | 25권    | 애니메이션 제 188 - 189화. 에도가와 코난, 모리 란, 모리 코고로, 소년 탐정단, 아가사 박사, 하이바라 아이, 메구레 경부 등장. |
| 72  | 목숨을 건 부활 (제 3의 선택 & 흑의의 기사)                          | 254. 헤메는 마음 255. 갑작스런 침입자 256. 덮여진 진실 257. 목숨을 건 부활                              | 26권    | 애니메이션 제 190 - 191화. 에도가와 코난, 쿠도 신이치, 모리 란, 모리 코고로, 아가사 박사, 하이바라 아이, 소년 탐정단, 메구레 경부, 타카기 형사, 스즈키 소노코 등장.                                                                                          |
| 73  | 목숨을 건 부활 (돌아온 신이치… & 약속의 장소)                       | 258. 잠깐의 휴식 259. 평온한 시간 260. 추억의 장소                                                      | 26권    | 애니메이션 제 192 - 193화. 쿠도 신이치, 모리 란, 에도가와 코난, 모리 코고로, 아가사 박사, 하이바라 아이, 소년 탐정단, 메구레 경부, 타카기 형사 등장. |
| 74  | 의미 깊은 오르골                                                    | 261. 심금을 울렸다!? 262. 사라진 음 263. 봄이여 오라?                                                   | 26권    | 애니메이션 제 194 - 195화. 에도가와 코난, 모리 란, 모리 코고로, 아가사 박사, 하이바라 아이, 소년 탐정단 외 다수 등장. |
| 75  | 용의자, 모리 코고로                                                 | 264. 자업자득 265. 중요 참고인 266. 과감하게…                                                           | 27권    | 애니메이션 제 199 - 200화. 에도가와 코난, 모리 란, 모리 코고로, 키사키 에리, 야마무라 미사오 외 다수 등장. |
| 76  | 본청 형사의 사랑이야기 3                                            | 267. 18년 전 남자 268. 붙잡힌 형사 269. 시효 성립                                                       | 27권    | 애니메이션 제 205 - 206화. 에도가와 코난, 하이바라 아이, 소년 탐정단, 메구레 경부, 다카기 형사, 사토 형사, 시라토리 경부 등장. |
| 77  | 배틀 게임의 함정                                                    | 270. 시합 개시 271. TTX･･･ 272. 시합 종료                                                               | 27권    | 애니메이션 제 226 - 227화. 조디 센티밀리온(조디 스털링) 첫 등장. 에도가와 코난, 모리 란, 스즈키 소노코, 메구레 경부, 다카기 형사 등장. |
| 78  | 버섯과 곰과 탐정단                                                  | 273. 오월동주(呉越同舟)                                                                                 | 27권    | 애니메이션 제 212 - 213화. 에도가와 코난, 소년 탐정단, 하이바라 아이, 아가사 박사 등장. |
| 78  | 버섯과 곰과 탐정단                                                  | 274. 작은 표적 275. 살의의 본의                                                                         | 28권    | 애니메이션 제 212 - 213화. 에도가와 코난, 소년 탐정단, 하이바라 아이, 아가사 박사 등장. |
| 79  | 거짓투성이의 의뢰인                                                 | 276. 허구의 사람 277. 한줌의 증거 278. 공포의 여인                                                      | 28권    | 애니메이션 제 220 - 221화. 핫토리 시즈카 첫 등장. 에도가와 코난, 모리 란, 모리 코고로,핫토리 헤이지, 토야마 카즈하, 요코미조 산고 외 다수 등장. |
| 80  | 그리고 인어는 없어졌다                                              | 279. 인어의 저주? 280. 만신님의 예언 281. 악마의 화살                                                   | 28권    | 애니메이션 제 222 - 224화. 에도가와 코난, 모리 란, 모리 코고로, 핫토리 헤이지, 토야마 카즈하 외 다수 등장. |
| 80  | 그리고 인어는 없어졌다                                              | 282. 마지막 화살 하나 283. 보답하지 않는 마음                                                           | 28권    | 애니메이션 제 222 - 224화. 에도가와 코난, 모리 란, 모리 코고로, 핫토리 헤이지, 토야마 카즈하 외 다수 등장. |
| 81  | 봉인된 메구레의 비밀                                                | 284. 감춰진 비밀                                                                                        | 28권    | 애니메이션 제 217 - 218화. 메구레 미도리 첫 등장. 에도가와 코난, 모리 란, 모리 코고로, 스즈키 소노코, 메구레 경부, 다카기 형사, 사토 형사, 마츠모토 키요나가 외 다수 등장.                                                                                   |
| 81  | 봉인된 메구레의 비밀                                                | 285. 약간의 위화감 286. 뜻밖의 이유                                                                     | 29권    | 애니메이션 제 217 - 218화. 메구레 미도리 첫 등장. 에도가와 코난, 모리 란, 모리 코고로, 스즈키 소노코, 메구레 경부, 다카기 형사, 사토 형사, 마츠모토 키요나가 외 다수 등장.                                                                                   |
| 82  | 수수께끼의 승객                                                     | 287. 보이지 아니한 공포 288. 위험 신호 289. 빛나는 태양 아래 잠복                                       | 29권    | 애니메이션 제 230 - 231화. 에도가와 코난, 소년 탐정단, 하이바라 아이, 아가사 박사, 조디 스털링, 아라이데 토모아키, 아카이 슈이치, 메구레 경부, 타카기 형사, 진, 워커, 베르무트 외 다수 등장.                                                                 |
| 83  | 사라지지 않았던 증거                                                | 290. 애견가들 291. 희미한 발자국 292. 사라지지 않았던 증거                                              | 29권    | 애니메이션 제 233 - 234화. 에도가와 코난, 소년 탐정단, 하이바라 아이, 아가사 박사 외 다수 등장. |
| 84  | 오사카"3개의 K"사건                                                 | 293. K쓰리(three) 294. 마지막 가능성 295. 레드 카드                                                     | 29권    | 애니메이션 제 238 - 239화. 에도가와 코난, 모리 란, 모리 코고로, 핫토리 헤이지, 토야마 카즈하, 오타키 고로, 오키노 요코 등장. 실제로 가수인 쿠라키 마이, 코마츠 미호, 타카야마 미나미, 나가노 시이나 등이 등장. 그 외 다수 등장.                              |
| 85  | 신간선 호송사건                                                     | 296. 직구 승부 297. 열린 밀실 298. 시간차의 함정                                                        | 30권    | 애니메이션 제 240 - 241화. 에도가와 코난, 모리 란, 모리 코고로, 메구레 경부, 다카기 형사, 사토 형사, 미야모토 유미, 핫토리 헤이지, 토야마 카즈하, 스즈키 소노코 외 다수 등장.                                                                                |
| 86  | 모여드는 명탐정! 쿠도 신이치 VS 괴도 키드                           | 299. 규합(糾合) 300. 참극(惨劇) 301. 밀살(密殺) 302. 광기(誑欺)                                         | 30권    | 애니메이션 제 219화. 2시간 스페셜. 에도가와 코난, 모리 란, 모리 코고로, 하쿠바 사구루, 괴도 키드 외 다수 등장. 카라스마 렌야 언급. |
| 87  | 겐타 소년의 수난                                                    | 303. 겐타의 수난 304. 겐타의 함정                                                                       | 30권    | 애니메이션 제 242화. 에도가와 코난, 소년 탐정단, 하이바라 아이, 다카기 형사, 사토 형사, 코바야시 스미코 등장. |
| 88  | 살의의 도예교실                                                     | 305. 그곳엔… 306. 좁혀지는 포위망                                                                       | 30권    | 애니메이션 제 228 - 229화. 에도가와 코난, 모리 란, 스즈키 소노코, 메구레 경부, 타카기 형사 외 다수 등장. |
| 88  | 살의의 도예교실                                                     | 307. 숨겨진 이야기                                                                                      | 31권    | 애니메이션 제 228 - 229화. 에도가와 코난, 모리 란, 스즈키 소노코, 메구레 경부, 타카기 형사 외 다수 등장. |
| 89  | 가짜 모리 코고로                                                    | 308. 가짜 등장 309. 가짜의 진실 310. 시간 위조                                                          | 31권    | 애니메이션 제 243 - 244화. 에도가와 코난, 모리 란, 모리 코고로, 야마무라 미사오 외 다수 등장. |
| 90  | 그물에 걸린 수수께끼                                                | 311. 따뜻한 바다 312. 그물에 걸린 건… 313. 용기 있는 결단                                               | 31권    | 애니메이션 제 246 - 247화. 에도가와 코난, 모리 란, 스즈키 소노코, 소년 탐정단, 하이바라 아이, 아가사 박사, 요코미조 산고 외 다수 등장. |
| 91  | 오사카(大阪) 더블 미스테리! 나니와(浪花) 검사와 타이코(太閤) 성 [1] | 314. 나니와의 검사 315. 옮겨진 검사 316. 심판의 검사                                                    | 31권    | 애니메이션 제 263화. 2시간 스페셜. 에도가와 코난, 모리 란, 모리 코고로, 핫토리 헤이지, 핫토리 시즈카, 오타키 고로 외 다수 등장. |
| 92  | 오사카(大阪) 더블 미스테리! 나니와(浪花) 검사와 타이코(太閤) 성 [2] | 317. 천하를 얻은 자의 성                                                                                | 31권    | 애니메이션 제 263화. 2시간 스페셜. 에도가와 코난, 모리 란, 모리 코고로, 핫토리 헤이지, 토야마 카즈하, 핫토리 헤이조, 토야마 형사부장, 오타키 고로, 핫토리 시즈카 외 다수 등장.                                                                               |
| 92  | 오사카(大阪) 더블 미스테리! 나니와(浪花) 검사와 타이코(太閤) 성 [2] | 318. 천하를 얻은 자의 보물 319. 시간을 뛰어넘어… 320. 나니와 칸진쵸(勸進帳) 321. 비운의 호랑이 두루마리 | 32권    | 애니메이션 제 263화. 2시간 스페셜. 에도가와 코난, 모리 란, 모리 코고로, 핫토리 헤이지, 토야마 카즈하, 핫토리 헤이조, 토야마 형사부장, 오타키 고로, 핫토리 시즈카 외 다수 등장.                                                                               |
| 93  | 아이돌들의 비밀                                                     | 322. 오래간만의 모임 323. 아이돌들의 비밀 324. 아이돌들의 오해                                          | 32권    | 애니메이션 제 249 - 250화. 에도가와 코난, 모리 란, 모리 코고로, 메구레 경부, 타카기 형사, 오키노 요코 외 다수 등장. |
| 94  | 시카고에서 온 남자                                                  | 325. 라이온의 유실물 326. P&A 327. 바보같은 작전                                                        | 32권    | 애니메이션 제 258 - 259화. 에도가와 코난, 소년 탐정단, 하이바라 아이, 아가사 박사, 다카기 형사, 사토 미와코, 제임스 블랙, 아카이 슈이치, 미야모토 유미 외 다수 등장.                                                                                         |
| 95  | 본청 형사의 사랑이야기 4                                            | 328. 사토의 맞선                                                                                        | 32권    | 애니메이션 제 253 - 254화. 에도가와 코난, 모리 란, 다카기 형사, 사토 미와코, 시라토리 경부, 아라이데 토모아키, 치바 형사, 미야모토 유미, 아카이 슈이치 외 다수 등장.                                                                                         |
| 95  | 본청 형사의 사랑이야기 4                                            | 329. 사토의 승산 330. 사토의 기분                                                                       | 33권    | 애니메이션 제 253 - 254화. 에도가와 코난, 모리 란, 다카기 형사, 사토 미와코, 시라토리 경부, 아라이데 토모아키, 치바 형사, 미야모토 유미, 아카이 슈이치 외 다수 등장.                                                                                         |
| 96  | 발렌타인의 진실                                                     | 331. 피의 발렌타인 [1] 332. 피의 발렌타인 [2] 333. 피의 발렌타인 [3] 334. 피의 발렌타인 [4]             | 33권    | 애니메이션 제 266 - 268화. 에도가와 코난, 모리 란, 모리 코고로, 스즈키 소노코, 아가사 박사, 하이바라 아이, 소년 탐정단, 쿄고쿠 마코토 외 다수 등장. |
| 97  | 범죄에서 잃어버린 물건                                              | 335. 아내의 유품 336. 청결한 내음 337. 꽃의 수명…                                                       | 33권    | 애니메이션 제 269 - 270화. 에도가와 코난, 모리 란, 모리 코고로, 소년 탐정단, 하이바라 아이, 아가사 박사, 메구레 경부, 타카기 형사, 치바 형사, 아카이 슈이치 외 다수 등장.                                                                                    |
| 98  | 숨겨 서둘러 생략                                                    | 338. ＂X＂의 의미 339. ○×△□!?                                                                           | 33권    | 애니메이션 제 271 - 272화. 에도가와 코난, 모리 란, 스즈키 소노코, 메구레 경부, 다카기 형사, 치바 형사, 조디 스털링, 베르무트 등장. |
| 98  | 숨겨 서둘러 생략                                                    | 340. 사과를 딸 무렵                                                                                     | 34권    | 애니메이션 제 271 - 272화. 에도가와 코난, 모리 란, 스즈키 소노코, 메구레 경부, 다카기 형사, 치바 형사, 조디 스털링, 베르무트 등장. |
| 99  | 영어 교사 VS 서쪽의 명탐정                                          | 341. 반격의 실마리… 342. 날아온 이웃사람 343. 당신 누구야?                                              | 34권    | 애니메이션 제 277 - 278화. 에도가와 코난, 핫토리 헤이지, 토야마 카즈하, 아가사 박사, 하이바라 아이, 조디 스털링, 메구레 경부, 타카기 형사, 치바 형사 외 다수 등장.                                                                                           |
| 100 | 미궁의 훌리건                                                       | 344. 폭풍같은 야유 345. 의혹의 팬들 346. 사이비 팬                                                      | 34권    | 애니메이션 제 279 - 280화. 에도가와 코난, 소년 탐정단, 하이바라 아이, 아가사 박사, 메구레 경부, 타카기 형사 외 다수 등장. |
| 101 | 차이나 타운 비와 데쟈뷰                                             | 347. 비의 데쟈뷰 348. 물수건의 함정 349. 또렷해진 기억                                                  | 34권    | 애니메이션 제 284 - 285화. 요코미조 쥬고 첫 등장. 에도가와 코난, 모리 란, 모리 코고로 외 다수 등장. |
| 102 | 쿠도 신이치 뉴욕(NY)의 사건                                         | 350. 골든 애플 [1]                                                                                      | 34권    | 애니메이션 제 286 - 288화. 샤론 빈야드 첫 등장. 모리 란, 쿠도 신이치, 쿠도 유키코, 아카이 슈이치 외 다수 등장. |
| 102 | 쿠도 신이치 뉴욕(NY)의 사건                                         | 351. 골든 애플 [2] 352. 골든 애플 [3] 353. 골든 애플 [4] 354. 골든 애플 [5]                             | 35권    | 애니메이션 제 286 - 288화. 샤론 빈야드 첫 등장. 모리 란, 쿠도 신이치, 쿠도 유키코, 아카이 슈이치 외 다수 등장. |
| 103 | 유령 저택의 진실                                                    | 355. 유령 저택의 수수께끼 [1] 356. 유령 저택의 수수께끼 [2] 357. 유령 저택의 수수께끼 [3]               | 35권    | 애니메이션 제 274 - 275화. 에도가와 코난, 모리 란, 모리 코고로, 스즈키 소노코, 아라이데 토모아키 외 다수 등장. |
| 104 | 미혹의 숲의 미츠히코                                                | 358. 사라진 미츠히코 [1] 359. 사라진 미츠히코 [2] 360. 사라진 미츠히코 [3]                              | 35권    | 애니메이션 제 289 - 290화. 에도가와 코난, 소년 탐정단, 하이바라 아이, 아가사 박사, 츠부라야 아사미, 야마무라 미사오, 누마부치 키이치로 외 다수 등장. |
| 105 | 홀섬의 공주와 용궁성                                                | 361. 데스 아일랜드                                                                                      | 35권    | 애니메이션 제 291 - 293화. 에도가와 코난, 모리 란, 모리 코고로, 핫토리 헤이지, 토야마 카즈하, 스즈키 소노코 외 다수 등장. |
| 105 | 홀섬의 공주와 용궁성                                                | 362. 위험한 방문자 363. 미스터리 워드 364. 그소(グソー)의 쓰임 365. 공주와 용궁성                       | 36권    | 애니메이션 제 291 - 293화. 에도가와 코난, 모리 란, 모리 코고로, 핫토리 헤이지, 토야마 카즈하, 스즈키 소노코 외 다수 등장. |
| 106 | 악의와 성자의 행진                                                  | 366. 악의 안의 행진 367. 비디오 안의 증거 368. 폭탄범의 목적                                            | 36권    | 애니메이션 제 301 - 302화. 에도가와 코난, 소년 탐정단, 하이바라 아이, 아가사 박사, 메구레 경부, 다카기 형사, 사토 형사, 시라토리 경부, 치바 형사, 미야모토 유미 외 다수 등장.                                                                                |
| 107 | 흔들리는 경시청, 1200만명의 인질                                    | 369. 돌아오지 않는 형사 370. 지울 수 없는 기억 371. 붉은 함정 372. 이 세상에서 제일…                    | 36권    | 애니메이션 제 304화. 2시간 스페셜. 에도가와 코난, 모리 란, 모리 코고로, 스즈키 소노코, 소년 탐정단, 하이바라 아이, 아가사 박사, 메구레 경부, 다카기 형사, 사토 형사, 시라토리 경부, 치바 형사, 마츠모토 키요나가, 미야모토 유미, 마츠다 진페이 외 다수 등장. |
| 107 | 흔들리는 경시청, 1200만명의 인질                                    | 373. 바이바이…                                                                                          | 37권    | 애니메이션 제 304화. 2시간 스페셜. 에도가와 코난, 모리 란, 모리 코고로, 스즈키 소노코, 소년 탐정단, 하이바라 아이, 아가사 박사, 메구레 경부, 다카기 형사, 사토 형사, 시라토리 경부, 치바 형사, 마츠모토 키요나가, 미야모토 유미, 마츠다 진페이 외 다수 등장. |
| 108 | 보이지 않는 용의자                                                  | 374. 코고로의 선택 [1] 375. 코고로의 선택 [2] 376. 코고로의 선택 [3]                                    | 37권    | 애니메이션 제 305 - 306화. 에도가와 코난, 모리 란, 모리 코고로, 키사키 에리, 요코미조 산고 외 다수 등장. |
| 109 | 남겨진 소리없는 증언                                                | 377. 암흑의 발자국 [1] 378. 암흑의 발자국 [2] 379. 암흑의 발자국 [3]                                    | 37권    | 애니메이션 제 307 - 308화. 에도가와 코난, 모리 란, 모리 코고로, 메구레 경부, 다카기 형사, 치바 형사 외 다수 등장. |
| 110 | 흑의 조직과의 접촉                                                  | 380. 하얀 눈송이…검은 그림자… 381. 위험한 우연히 만남 382. 동행자                                       | 37권    | 애니메이션 제 309 - 311화. 에도가와 코난, 모리 란, 아가사 박사, 하이바라 아이, 메구레 경부, 야마무라 미사오, 진, 워커, 아카이 슈이치 외 다수 등장. |
| 110 | 흑의 조직과의 접촉                                                  | 383. 신병기!                                                                                            | 38권    | 애니메이션 제 309 - 311화. 에도가와 코난, 모리 란, 아가사 박사, 하이바라 아이, 메구레 경부, 야마무라 미사오, 진, 워커, 아카이 슈이치 외 다수 등장. |
| 111 | 석양에 물든 히나인형                                                | 384. 뜻밖의 보물 385. 아유미의 걱정 386. 노을과 계단                                                    | 38권    | 애니메이션 제 312 - 313화. 모모세 경부 첫 등장. 에도가와 코난, 소년 탐정단, 하이바라 아이 외 다수 등장. |
| 112 | 더러워진 복면 히어로                                                | 387. 더러워진 히어로 388. 늑대들의 그림자 389. 늑대가 되지 못한 남자                                    | 38권    | 애니메이션 제 316 - 317화. 에도가와 코난, 모리 란, 모리 코고로, 메구레 경부, 다카기 형사, 치바 형사 등장. |
| 113 | 핫토리 헤이지 절체절명!                                             | 390. 핫토리 헤이지 절체절명! [1] 391. 핫토리 헤이지 절체절명! [2] 392. 핫토리 헤이지 절체절명! [3]      | 38권    | 애니메이션 제 323 - 324화. 에도가와 코난, 모리 란, 모리 코고로, 핫토리 헤이지, 토야마 카즈하 외 다수 등장. |
| 114 | 화염 속 붉은 말                                                     | 393. 유혹하는 적마 394. 적마의 그림자 395. 적마의 소유자 396. 적마의 목격자 397. 어리석은 모방          | 39권    | 애니메이션 제 325 - 327화. 유미나가 경부 첫 등장. 에도가와 코난, 모리 란, 모리 코고로, 핫토리 헤이지, 토야마 카즈하 외 다수 등장. |
| 115 | 돈으로 살 수 없는 우정                                              | 398. 산산이 부수어진 우정 [1] 399. 산산이 부수어진 우정 [2] 400. 산산이 부수어진 우정 [3]               | 39권    | 애니메이션 제 329 - 330화. 에도가와 코난, 소년 탐정단, 하이바라 아이, 아가사 박사, 메구레 경부, 다카기 형사 외 다수 등장. |
| 116 | 작은 의뢰인                                                         | 401. 작은 의뢰인 402. 점이 있는 여인 403. 붉은 점…!?                                                    | 39권    | 애니메이션 제 354 - 355화. 에도가와 코난, 모리 란, 모리 코고로, 요코미조 산고 외 다수 등장. |

### 40권 - 60권
| 편  | 사건명                                                                                          | 파일명 | 수록 권 | 비고 |
| --- | ----------------------------------------------------------------------------------------------- | --- | ------- | --- |
| 117 | 본청 형사의 사랑 이야기 5                                                                       | 404. 달콤한 데이트에 주의를! 405. 불순한 대수색 406. 불순한 대체포 작전                                                        | 40권    | 애니메이션 제 358 - 359화. 에도가와 코난, 소년 탐정단, 하이바라 아이, 아가사 박사, 다카기 형사, 사토 형사, 시라토리 경부 등장. |
| 118 | 의혹의 매운 맛 카레                                                                             | 407. 추억의 테니스 코트 408. 의혹의 카레 409. 목소리가 안나와…!?                                                               | 40권    | 애니메이션 제 331 - 332화. 에도가와 코난, 모리 란, 모리 코고로, 스즈키 소노코, 야마무라 미사오 외 다수 등장. |
| 119 | 은행나무색 첫사랑                                                                               | 410. 박사의 첫사랑 411. 추억의 장소 412. 첫사랑・재회・이별                                                                    | 40권    | 애니메이션 제 421 - 422화. 에도가와 코난, 소년 탐정단, 하이바라 아이, 모리 란, 스즈키 소노코, 아가사 박사 등장. |
| 120 | 닮은 꼴 프린세스                                                                                | 413. 코고로 대실패 | 40권    | 애니메이션 제 333 - 334화. 에도가와 코난, 모리 란, 모리 코고로, 키사키 에리, 쿠도 유키코, 메구레 경부, 다카기 형사, 치바 형사 외 다수 등장. |
| 120 | 닮은 꼴 프린세스                                                                                | 414. 마마는 라이벌!? 415. 의혹의 총성 416. 어둠의 남작부인 등장!                                                               | 41권    | 애니메이션 제 333 - 334화. 에도가와 코난, 모리 란, 모리 코고로, 키사키 에리, 쿠도 유키코, 메구레 경부, 다카기 형사, 치바 형사 외 다수 등장. |
| 121 | 동도 현상소의 비밀                                                                              | 417. 암흑, 죽음에 이르는 함정의 문 418. 암흑 속 소리없는 살인 419. 검은 빛의 수수께끼                                          | 41권    | 애니메이션 제 335 - 336화. 에도가와 코난, 쿠도 유키코, 소년 탐정단, 하이바라 아이, 아가사 박사, 메구레 경부, 다카기 형사, 아카이 슈이치 등장. |
| 122 | 4대의 포르셰                                                                                    | 420. 좁혀오는 포위망 421. 코앞에 닥친 위기 422. 달아날 수 없는 타깃                                                            | 41권    | 애니메이션 제 338 - 339화. 에도가와 코난, 하이바라 아이, 아가사 박사, 모리 란, 스즈키 소노코, 조디 스털링, 메구레 경부, 타카기, 아카이 슈이치, 아라이데 토모아키, 베르무트 등장.                                                                                     |
| 123 | 화장실에 숨긴 비밀                                                                              | 423. 어느 손님이 남긴 수수께끼… 424. 작은 밀실에 남겨진 비밀                                                                   | 41권    | 애니메이션 제 340 - 341화. 에도가와 코난, 하이바라, 아가사 박사, 모리 란, 스즈키 소노코, 조디 스털링, 메구레 경부, 다카기 형사, 베르무트 등장. 미야노 아케미 회상.                                                                                                   |
| 123 | 화장실에 숨긴 비밀                                                                              | 425. 숨겨져 있던 진실 | 42권    | 애니메이션 제 340 - 341화. 에도가와 코난, 하이바라, 아가사 박사, 모리 란, 스즈키 소노코, 조디 스털링, 메구레 경부, 다카기 형사, 베르무트 등장. 미야노 아케미 회상.                                                                                                   |
| 124 | 편의점의 함정                                                                                   | 426. good-bye 조디 427. 란의 추리 428. 믿을 수 없는 결말                                                                       | 42권    | 애니메이션 제 343 - 344화. 에도가와 코난, 모리 란, 스즈키 소노코, 조디 스털링, 하이바라 아이, 아가사 박사 외 다수 등장. |
| 125 | 흑의 조직과 정면 승부, 만월의 밤 두 개의 미스테리                                               | 429. 만월의 밤과 검은 연회의 함정 430. 피로 물든 유령선 431. 투명인간 나타나다!                                                | 42권    | 애니메이션 제 345화. 첫 2시간 30분 스페셜. 에도가와 코난, 쿠도 신이치, 모리 란, 아가사 박사, 모리 코고로, 스즈키 소노코, 쿠도 유키코, 진, 워커, 칼바도스, 조디 스털링, 아라이데 토모아키, 베르무트(크리스 빈야드), 하이바라 아이, 핫토리 헤이지, 아카이 슈이치 등장. |
| 125 | 흑의 조직과 정면 승부, 만월의 밤 두 개의 미스테리                                               | 432. 쿠도 신이치 등장!? 433. 가면 속의 진실 434. 로튼 애플                                                                     | 42권    | 애니메이션 제 345화. 첫 2시간 30분 스페셜. 에도가와 코난, 쿠도 신이치, 모리 란, 아가사 박사, 모리 코고로, 스즈키 소노코, 쿠도 유키코, 진, 워커, 칼바도스, 조디 스털링, 아라이데 토모아키, 베르무트(크리스 빈야드), 하이바라 아이, 핫토리 헤이지, 아카이 슈이치 등장. |
| 126 | 엉덩이의 마크를 찾아라!                                                                         | 435. 빗속의 각인 | 42권    | 애니메이션 제 346화. 에도가와 코난, 소년 탐정단, 하이바라 아이, 모리 란, 스즈키 소노코, 메구레 경부, 다카기 형사, 사토 형사, 치바 형사, 조디 스털링, 제임스 블랙 등장.                                                                                               |
| 126 | 엉덩이의 마크를 찾아라!                                                                         | 436. 엉덩이의 마크를 찾아라! 437. 하이바라 아이의 결심                                                                         | 43권    | 애니메이션 제 346화. 에도가와 코난, 소년 탐정단, 하이바라 아이, 모리 란, 스즈키 소노코, 메구레 경부, 다카기 형사, 사토 형사, 치바 형사, 조디 스털링, 제임스 블랙 등장.                                                                                               |
| 127 | 잃어버린 휴대전화                                                                               | 438. 잃어버린 휴대전화 439. 기묘한 메모리 440. 또 하나의 명탐정                                                                | 43권    | 애니메이션 제 350 - 351화. 에도가와 코난, 모리 코고로, 미야모토 유미, 에노모토 아즈사 등장. |
| 128 | 어느 쪽의 추리쇼!?                                                                              | 441. 어느 쪽의 추리쇼!? 442. 육면체의 메시지 443. 다잉 메시지의 뒤를 읽어라！ 444. 조작된 메시지                               | 43권    | 애니메이션 제 381 - 382화. 에도가와 코난, 모리 란, 모리 코고로, 핫토리 헤이지, 토야마 카즈하, 소년 탐정단, 하이바라 아이, 메구레 경부, 다카기 형사 등장. |
| 129 | 코시엔(甲子園)의 기적! 보이지 않는 악마에게 지기 싫은 마음                                      | 445. 53,000분의 1의 악마 446. 코시엔(甲子園) 마귀의 도발                                                                       | 43권    | 애니메이션 제 383화. 에도가와 코난, 모리 란, 모리 코고로, 핫토리 헤이지, 토야마 카즈하, 오타키 경부 외 다수 등장. |
| 129 | 코시엔(甲子園)의 기적! 보이지 않는 악마에게 지기 싫은 마음                                      | 447. 세 숫자의 수수께끼를 풀어라! 448. 힌트가 없다!? 449. 시합종료…!?                                                          | 44권    | 애니메이션 제 383화. 에도가와 코난, 모리 란, 모리 코고로, 핫토리 헤이지, 토야마 카즈하, 오타키 경부 외 다수 등장. |
| 130 | 본청 형사의 사랑이야기 6                                                                        | 450. 천국에서 지옥으로 451. 천하태평!? 452. 의심하지 않아?                                                                     | 44권    | 애니메이션 제 390 - 391화. 에도가와 코난, 소년 탐정단, 하이바라 아이, 마츠모토 키요나가, 메구레 경부, 다카기 형사, 사토 형사, 시라토리 경부, 치바 형사, 미야모토 유미 등장.                                                                                          |
| 131 | 괴도 키드의 경이 공중 보행(驚異空中步行)                                                        | 453. 기적(奇蹟) 454. 경악(驚愕) 455. 전율(戰慄) 456. 탈출(脫出)                                                                | 44권    | 애니메이션 제 356화. 1시간 스페셜. 스즈키 지로키치, 루팡(지로키치의 애완견) 첫 등장. 에도가와 코난, 모리 란, 모리 코고로, 스즈키 소노코, 나카모리 경부, 괴도 키드 등장.                                                                                              |
| 132 | 테이탄(帝丹) 고등학교 괴담                                                                      | 457. 학교괴담 | 44권    | 애니메이션 제 361 - 362화. 에도가와 코난, 모리 란, 모리 코고로, 스즈키 소노코, 아라이데 토모아키, 조디 스털링 등장. |
| 132 | 테이탄(帝丹) 고등학교 괴담                                                                      | 458. 발자국은 어디에!? 459. 남겨진 책상의 진실                                                                                 | 45권    | 애니메이션 제 361 - 362화. 에도가와 코난, 모리 란, 모리 코고로, 스즈키 소노코, 아라이데 토모아키, 조디 스털링 등장. |
| 133 | 훤히 보이는 부두의 참극                                                                         | 460. 바다 위에 열린 밀실 461. 낚시 미끼는 독!? 462. 즐거운 화상(火傷)                                                          | 45권    | 애니메이션 제 366 - 367화. 에도가와 코난, 소년 탐정단, 아가사 박사, 하이바라 아이, 요코미조 쥬고 등장. |
| 134 | 말하지 않는 항로                                                                                | 463. 히데요시(秀吉)의 대역습 464. 위화감… 465. 창공의 뒷길                                                                     | 45권    | 애니메이션 제 371 - 372화. 에도가와 코난, 모리 란, 모리 코고로, 키사키 에리 등장. |
| 135 | 별과 담배의 암호                                                                                | 466. 별에서 온 비밀 467. 별을 보았니 468. 별에게 소원을                                                                        | 45권    | 애니메이션 제 374 - 375화. 에도가와 코난, 소년 탐정단, 아가사 박사, 하이바라 아이, 야마무라 미사오 등장. |
| 135 | 별과 담배의 암호                                                                                | 469. 별은 모든걸 알고 있다 | 46권    | 애니메이션 제 374 - 375화. 에도가와 코난, 소년 탐정단, 아가사 박사, 하이바라 아이, 야마무라 미사오 등장. |
| 136 | 스트라디바리우스의 불협화음                                                                     | 470. 전주곡(前奏曲) 471. 광시곡(광상곡 / 狂想曲) 472. 진혼곡(鎭魂曲) (레퀴엠(Lequiem))                                         | 46권    | 애니메이션 제 385 - 387화. 에도가와 코난, 모리 란, 모리 코고로, 아가사 박사, 하이바라 아이 외 다수 등장. |
| 136 | 스트라디바리우스의 불협화음                                                                     | 473. 즉흥곡(即興曲) 474. 환상곡(幻想曲)                                                                                        | 46권    | 애니메이션 제 385 - 387화. 에도가와 코난, 모리 란, 모리 코고로, 아가사 박사, 하이바라 아이 외 다수 등장. |
| 137 | 기발한 저택의 대모험                                                                            | 475. 봉인(封印) 476. 계략(장치. 낙조. 絡繰) 477. 신기(神器) 478. 불멸(不滅)                                                    | 46권    | 애니메이션 제 394 - 396화. 에도가와 코난, 소년 탐정단, 아가사 박사, 하이바라 아이, 괴도 키드 외 다수 등장. |
| 138 | 기묘한 일가의 의뢰                                                                              | 479. 의혹의 메일 | 46권    | 애니메이션 제 398 - 400화. 에도가와 코난, 모리 란, 모리 코고로, 하이바라 아이, 아가사 박사, 메구레 경부, 다카기 형사 등장. |
| 138 | 기묘한 일가의 의뢰                                                                              | 480. 의혹의 추리 481. 의혹의 알리바이 482. 의혹의 진상                                                                         | 47권    | 애니메이션 제 398 - 400화. 에도가와 코난, 모리 란, 모리 코고로, 하이바라 아이, 아가사 박사, 메구레 경부, 다카기 형사 등장. |
| 138 | 의혹을 가진 란                                                                                  | 483. 암호를 해제하라… | 47권    | 애니메이션 제 398 - 400화. 에도가와 코난, 모리 란, 모리 코고로, 하이바라 아이, 아가사 박사, 메구레 경부, 다카기 형사 등장. |
| 139 | 보석 강도 현행범                                                                                | 484. 그에게서 그녀로 485. 자살에서 타살로 486. 하늘에서 지상으로                                                               | 47권    | 애니메이션 제 401 - 402화. 에도가와 코난, 소년 탐정단, 하이바라 아이, 다카기 형사, 사토 형사, 시라토리 경부, 미야모토 유미 등장. |
| 140 | 코난·헤이지의 추리 매직                                                                         | 487. 출현 매직 488. 금지된 파일 489. 마술사의 저택 490. 마술사 실격                                                            | 47권    | 애니메이션 제 406 - 408화. 에도가와 코난, 모리 란, 모리 코고로, 핫토리 헤이지, 토야마 카즈하, 메구레 경부, 다카기 형사 등장. |
| 141 | 신사 토리이(鳥居. 기둥문.) 깜짝 암호                                                            | 491. 여름방학의 암호 482. 드러누워 얼굴씻기! 493. 퍼펙트 해독!!                                                                | 48권    | 애니메이션 제 411 - 412화. 에도가와 코난, 소년 탐정단, 하이바라 아이, 아가사 박사, 모리 란, 스즈키 소노코 등장. |
| 142 | 불멸(佛滅)에 나오는 악령                                                                        | 494. 악령이 사는 저택 495. 13년 전의 악몽 496. 깨어나는 악령                                                                   | 48권    | 애니메이션 제 415 - 417화. 에도가와 코난, 모리 란, 모리 코고로, 요코미조 산고, 요코미조 쥬고 외 다수 등장. |
| 142 | 불멸(佛滅)에 나오는 악령                                                                        | 497. 간과하고 있던 것 498. 13년 만의 충격                                                                                      | 48권    | 애니메이션 제 415 - 417화. 에도가와 코난, 모리 란, 모리 코고로, 요코미조 산고, 요코미조 쥬고 외 다수 등장. |
| 143 | 블랙 임팩트! 조직의 손이 닿는 순간                                                              | 499. 초인종 장난 500. 새로운 흑의 사람                                                                                         | 48권    | 애니메이션 제 425화. 2시간 30분 스페셜. 캔티, 코른, 키르(미즈나시 레나) 첫 등장. 에도가와 코난, 모리 란, 모리 코고로, 오키노 요코, 소년 탐정단, 아가사 박사, 하이바라 아이, 조디 스털링, 아카이 슈이치, 제임스 블랙, 진, 워커, 베르무트 등장.                        |
| 143 | 블랙 임팩트! 조직의 손이 닿는 순간                                                              | 501. 타겟을 쫓아라! 502. 새로운 지령 503. 흑의 조직 VS 미국 연방 수사국 (FBI) [1] 504. 흑의 조직 VS 미국 연방 수사국 (FBI) [2] | 49권    | 애니메이션 제 425화. 2시간 30분 스페셜. 캔티, 코른, 키르(미즈나시 레나) 첫 등장. 에도가와 코난, 모리 란, 모리 코고로, 오키노 요코, 소년 탐정단, 아가사 박사, 하이바라 아이, 조디 스털링, 아카이 슈이치, 제임스 블랙, 진, 워커, 베르무트 등장.                        |
| 144 | 초비밀의 통학로                                                                                 | 505. 새로운 선생님 506. 비밀의 통학로 [1] 507. 비밀의 통학로 [2]                                                               | 49권    | 애니메이션 제 427 - 428화. 에도가와 코난, 모리 란, 모리 코고로, 소년 탐정단, 하이바라 아이, 미야모토 유미, 아라이데 토모아키, 코바야시 스미코 등장. |
| 145 | 이젠 돌아갈 수 없는 두 사람                                                                     | 508. 돌아갈 수 없는 두 사람 509. 밀폐된 자동차 510. 거짓된 애정                                                                | 49권    | 애니메이션 제 429 - 430화. 혼도 에이스케 첫 등장. 에도가와 코난, 모리 란, 모리 코고로, 스즈키 소노코, 야마무라 미사오 등장. |
| 146 | 본청 형사의 사랑이야기 7                                                                        | 511. 긴박의 다과회(친목회) 512. 비밀의 가정방문 513. 지루한 시합 514. 대박 적중!                                               | 50권    | 애니메이션 제 431 ~ 432화. 에도가와 코난, 모리 란, 모리 코고로, 메구레 경부, 다카기 형사, 사토 형사, 치바 형사, 미야모토 유미, 키사키 에리 등장. |
| 147 | 탐정단에게 주목 취재                                                                            | 515. 두근두근 취재 516. 진범인의 메시지 517. 더(The)・소년탐정단(少年探偵團)                                                   | 50권    | 애니메이션 제 435 ~ 436화. 에도가와 코난, 소년 탐정단, 하이바라 아이, 메구레 경부, 다카기 형사, 코바야시 스미코, 오키노 요코 등장. |
| 148 | 헤이지의 추억 (핫토리 헤이지 VS 쿠도 신이치, 스키장의 추리대결)                                 | 518. 헤이지의 추억 519. 설녀의 계획 520. 의문의 리프트 521. 설녀의 은빛 홑옷 전설                                              | 50권    | 애니메이션 제 490화. 1시간 스페셜. 쿠도 신이치, 모리 란, 핫토리 헤이지, 토야마 카즈하, 에도가와 코난, 스즈키 소노코, 쿠도 유사쿠, 쿠도 유키코, 핫토리 시즈카, 핫토리 헤이조(회상) 등장.                                                                              |
| 148 | 헤이지의 추억 (핫토리 헤이지 VS 쿠도 신이치, 스키장의 추리대결)                                 | 522. 눈보라 속의 복수 | 51권    | 애니메이션 제 490화. 1시간 스페셜. 쿠도 신이치, 모리 란, 핫토리 헤이지, 토야마 카즈하, 에도가와 코난, 스즈키 소노코, 쿠도 유사쿠, 쿠도 유키코, 핫토리 시즈카, 핫토리 헤이조(회상) 등장.                                                                              |
| 149 | 물고기 메일 추적                                                                                | 523. 물고기 사건 524. 세 마리의 물고기                                                                                         | 51권    | 애니메이션 제 438화. 에도가와 코난, 모리 란, 모리 코고로, 에노모토 아즈사 등장. |
| 150 | 한숨의 개펄 조개잡이                                                                            | 525. 한숨의 개펄 조개잡이 526. 페트병의 괴변 527. 흡입 트릭                                                                    | 51권    | 애니메이션 제 443 ~ 444화. 에도가와 코난, 소년 탐정단, 아가사 박사, 하이바라 아이, 요코미조 쥬고 등장. |
| 151 | 러시안 블루의 비밀                                                                              | 528. 러시안 블루 529. 고로는 고로지만!?                                                                                        | 51권    | 애니메이션 제 445화. 에도가와 코난, 모리 란, 모리 코고로, 스즈키 소노코, 키사키 에리, 고로(고양이) 등장. |
| 152 | 봉인된 양창                                                                                     | 530. 열리지 않는 창 531. 조작된 밀실 532. 마귀의 탈출구                                                                        | 51권    | 애니메이션 제 446 ~ 447화. 에도가와 코난, 모리 란, 스즈키 소노코, 혼도 에이스케, 야마무라 미사오 등장. |
| 153 | 인연과 우정의 시사회                                                                            | 533. 거동 의심!? 534. 인연의 시사회                                                                                            | 52권    | 애니메이션 제 453화. 에도가와 코난, 소년 탐정단, 하이바라 아이, 아가사 박사 외 다수 등장. |
| 154 | 본청 형사의 사랑이야기 -가짜 웨딩-                                                              | 535. 예식장 패닉 536. 초대받지 못한 손님 537. 웨딩 배틀                                                                        | 52권    | 애니메이션 제 449화(1시간 스페셜). 에도가와 코난, 모리 란, 모리 코고로, 메구레 경부, 다카기 형사, 사토 형사, 시라토리 경부, 치바 형사, 미야모토 유미 외 다수 등장.                                                                                                   |
| 155 | 뒤집힌 결말                                                                                     | 538. 상식을 벗어난 방 539. 거꾸로 미스테리 540. 감추려 한 것                                                                   | 52권    | 애니메이션 제 454 ~ 455화. 에도가와 코난, 소년 탐정단, 하이바라 아이, 메구레 경부, 타카기 형사 등장. |
| 156 | 소노코의 붉은 손수건                                                                            | 541. 소노코의 붉은 손수건 542. 가타카나(カタカナ)로 된 이름 543. 슈퍼맨                                                        | 52권    | 애니메이션 제 457 ~ 458화. 에도가와 코난, 모리 란, 아가사 박사, 소노코, 쿄고쿠 마코토, 야마무라 미사오 외 다수 등장. |
| 157 | 괴도 키드와 4명화                                                                               | 544. 홍련(紅蓮) 545. 금색(金色) 546. 청람(靑嵐) 547. 순백(純白)                                                                | 53권    | 애니메이션 제 469 ~ 470화. 에도가와 코난, 모리 란, 모리 코고로, 메구레 경부, 다카기 형사, 사토 형사, 치바 형사, 나카모리 긴조, 괴도 키드 등장. |
| 158 | 1학년 B반 대작전!                                                                               | 548. 괴물(괴인. 怪人) 2백면상(面相) 549. 1학년 B반 대작전                                                                      | 53권    | 애니메이션 제 460화. 에도가와 코난, 소년 탐정단, 하이바라 아이, 코바야시 스미코 외 다수 등장. 히가시오 마리아 첫등장. |
| 159 | 흑의 조직의 그림자 (어린 목격자 ・ 기묘한 조명)                                                 | 550. 목격자는 한 사람 551. 못과 뱀 552. 망치의 정체                                                                            | 53권    | 애니메이션 제 462 ~ 463화. 에도가와 코난, 모리 란, 모리 코고로, 조디 스털링, 스즈키 소노코, 혼도 에이스케, 아카이 슈이치, 제임스 블랙, 미즈나시 레나 외 다수 등장.                                                                                                   |
| 160 | 흑의 조직의 그림자 (수수께끼의 고액보수 ・ 진주의 유성)                                         | 553. 불가사의한 아르바이트 | 53권    | 애니메이션 제 464 ~ 465화. 에도가와 코난, 모리 란, 모리 코고로, 메구레 경부, 타카기 형사, 진, 워커, 혼도 에이스케, 코른, 키안티(한국명 '캔티'), 키르, 에노모토 아즈사 외 다수 등장.                                                                                  |
| 160 | 흑의 조직의 그림자 (수수께끼의 고액보수 ・ 진주의 유성)                                         | 554. 저녁식사의 메뉴 555. 꿈꾸는 스타                                                                                          | 54권    | 애니메이션 제 464 ~ 465화. 에도가와 코난, 모리 란, 모리 코고로, 메구레 경부, 타카기 형사, 진, 워커, 혼도 에이스케, 코른, 키안티(한국명 '캔티'), 키르, 에노모토 아즈사 외 다수 등장.                                                                                  |
| 161 | 갈라지지 않는 눈사람                                                                            | 556. 탐정단의 눈사람 557. 추락의 궤적 558. 파국의 설산                                                                         | 54권    | 애니메이션 제 466 ~ 467화. 에도가와 코난, 소년 탐정단, 하이바라 아이, 아가사 박사, 야마무라 미사오, 혼도 에이스케(회상) 등장. |
| 162 | 핫토리 헤이지와의 3일간 [1]                                                                     | 559. 사람을 먹는 방 560. 환영(幻映)의 시체 561. 혈흔(血痕)의 장치                                                              | 54권    | 애니메이션 제 479화(2시간 스페셜). 에도가와 코난, 모리 란, 모리 코고로, 핫토리 헤이지, 토야마 카즈하 외 다수 등장. |
| 163 | 핫토리 헤이지와의 3일간 [2]                                                                     | 562. 동쪽의 고교생 탐정 563. 탐정 코시엔 564. 밀실 증명                                                                        | 54권    | 애니메이션 제 479화(2시간 스페셜). 에도가와 코난, 모리 란, 쿠도 신이치, 모리 코고로, 핫토리 헤이지, 토야마 카즈하, 하쿠바 사구루 외 다수 등장. |
| 163 | 핫토리 헤이지와의 3일간 [2]                                                                     | 565. 탐정들의 명추리 566. 열혈탐정                                                                                             | 55권    | 애니메이션 제 479화(2시간 스페셜). 에도가와 코난, 모리 란, 쿠도 신이치, 모리 코고로, 핫토리 헤이지, 토야마 카즈하, 하쿠바 사구루 외 다수 등장. |
| 164 | 겐타의 필살 슛                                                                                  | 567. 겐타의 슛 568. 겐타와 엘 569. 장난치는 꼬마                                                                               | 55권    | 애니메이션 제 476 ~ 477화. 에도가와 코난, 모리 코고로, 소년 탐정단, 하이바라 아이, 아가사 박사, 메구레 경부, 타카기 형사, 에노모토 아즈사 등장. |
| 165 | 소년 쿠도 신이치의 모험                                                                         | 570. 월하(月下) 571. 여명(黎明) 572. 백주(白晝) 573. 낙일(落日)                                                                | 55권    | 애니메이션 제 472 ~ 473화. 에도가와 코난, 하이바라 아이, 소년 탐정단, 코바야시 스미코, 메구레 경부, 쿠도 신이치, 모리 란, 아가사 박사, 쿠도 유사쿠, 쿠도 유키코, 모리 코고로, 모리 에리, 쿠로바 토이치, 쿠로바 카이토 등장.                                          |
| 166 | 변호사 키사키 에리의 사랑                                                                       | 574. 비밀의 키사키 에리 [1] 575. 비밀의 키사키 에리 [2]                                                                        | 55권    | 애니메이션 제 474화. 에도가와 코난, 모리 란, 모리 코고로, 키사키 에리, 고로(고양이) 등장. |
| 167 | 본청 형사의 사랑이야기 8 -왼손의 약지-                                                          | 576. 약혼반지!? [1] 577. 약혼반지!? [2] 578. 약혼반지!? [3]                                                                    | 56권    | 애니메이션 제 487화(1시간 스페셜). 에도가와 코난, 모리 란, 모리 코고로, 메구레 경부, 다카기 형사, 사토 형사, 시라토리 경부, 미야모토 유미 등장. |
| 168 | 야마우바(산할머니. 山姥)의 칼날                                                                 | 579. 요괴할멈 전설 살인사건 [1] 580. 요괴할멈 전설 살인사건 [2] 581. 요괴할멈 전설 살인사건 [3]                                | 56권    | 애니메이션 제 481 ~ 482화. 에도가와 코난, 소년 탐정단, 하이바라 아이, 아가사 박사, 야마무라 미사오 외 다수 등장. |
| 169 | 검은 사진의 행방                                                                                | 582. 서쪽에서 날아온 단서 583. 사진의 행방 584. 컴퍼니                                                                         | 56권    | 애니메이션 제 484 ~ 485화. 에도가와 코난, 모리 란, 하이바라 아이, 아가사 박사, 핫토리 헤이지, 스즈키 소노코, 에산 혼도, 혼도 에이스케 등장. |
| 170 | 적과 흑의 크래쉬 (발단(發端) ・ 혈연(血緣))                                                     | 585. 잘못 걸린 전화!? 586. 피가 말해주는 진실                                                                                  | 56권    | 애니메이션 제 491 ~ 492화. 에도가와 코난, 모리 란, 모리 코고로, 핫토리 헤이지, 스즈키 소노코, 미즈나시 레나, 혼도 에이스케 등장. |
| 171 | 적과 흑의 크래쉬 (혈연(血縁) ・ 절규(絶叫) ・ 명토(冥土))                                       | 587. 엄마의 유품 588. 죽음을 부르는 한 쪽 장갑 589. 황천(黄泉)에서 온 살인자 590. 슬픔의 장갑                                  | 57권    | 애니메이션 제 492 ~ 494화. 에도가와 코난, 모리 란, 모리 코고로, 아가사 박사, 하이바라 아이, 혼도 에이스케, 메구레 경부, 다카기 형사, 조디 스털링, 소노코, 미즈나시 레나(회상), 혼도 부인(회상) 등장.                                                                 |
| 172 | 방송국의 악마                                                                                   | 591. 악마가 찾아와도… 592. 악마의 트릭 593. 악마의 눈물                                                                        | 57권    | 애니메이션 제 488화(1시간 스페셜). 에도가와 코난, 소년 탐정단, 하이바라 아이, 아가사 박사, 메구레 경부, 다카기 형사, 오키노 요코, 츠부라야 아사미 등장. |
| 173 | 근하신년 모리 코고로                                                                            | 594. 도망자(逃亡者) | 57권    | 애니메이션 스페셜 . 에도가와 코난, 모리 란, 소년 탐정단, 하이바라 아이, 아가사 박사, 키사키 에리, 에노모토 아즈사, 모리 코고로 등장. |
| 174 | 적과 흑의 크래쉬 (혼수(昏睡) ・ 침입(侵入))                                                     | 595. 까마귀의 노래 596. 두 번째 줄 597. 가짜 환자                                                                              | 57권    | 애니메이션 제 495 ~ 496화. 에도가와 코난, 모리 란, 모리 코고로, 아가사 박사, 하이바라 아이, 스즈키 소노코, 아카이 슈이치, 조디 스털링, 제임스 블랙, 미즈나시 레나, 혼도 에이스케, 쿠스다 리쿠미치 등장.                                                              |
| 174 | 적과 흑의 크래쉬 (혼수(昏睡) ・ 침입(侵入))                                                     | 598. 추적, 그리고… | 58권    | 애니메이션 제 495 ~ 496화. 에도가와 코난, 모리 란, 모리 코고로, 아가사 박사, 하이바라 아이, 스즈키 소노코, 아카이 슈이치, 조디 스털링, 제임스 블랙, 미즈나시 레나, 혼도 에이스케, 쿠스다 리쿠미치 등장.                                                              |
| 175 | 적과 흑의 크래쉬 (각성(覺醒) ・ 교란(攪亂) ・ 위장(僞裝) ・ 유언(遺言) ・ 혐의(嫌疑))           | 599. 아카이(赤井)의 과거 600. 모 아니면 도 601. 위장                                                                           | 58권    | 애니메이션 제 497 ~ 501화. 에도가와 코난, 아카이 슈이치, 조디 스털링, 제임스 블랙, 안드레 케멀, 미즈나시 레나, 혼도 에이스케, 쿠스다 리쿠미치, 진, 워커, 베르무트, 캔티, 코른 등장.                                                                                  |
| 175 | 적과 흑의 크래쉬 (각성(覺醒) ・ 교란(攪亂) ・ 위장(僞裝) ・ 유언(遺言) ・ 혐의(嫌疑))           | 602. 최후의 수단 603. 임무 604. 남매                                                                                           | 58권    | 애니메이션 제 497 ~ 501화. 에도가와 코난, 아카이 슈이치, 조디 스털링, 제임스 블랙, 안드레 케멀, 미즈나시 레나, 혼도 에이스케, 쿠스다 리쿠미치, 진, 워커, 베르무트, 캔티, 코른 등장.                                                                                  |
| 176 | 적과 흑의 크래쉬 (결백(潔白) ・ 결사(決死) ・ 순직(殉職))                                       | 605. 의외의 용의자 606. 13일의 금요일 607. 케멀의 과거 608. 마법의 주문                                                        | 58권    | 애니메이션 제 502 ~ 504화. 에도가와 코난, 아가사 박사, 하이바라 아이, 소년 탐정단, 메구레 경부, 다카기 형사, 치바 형사, 조디 스털링, 안드레 케멀, 제임스 블랙, 아카이 슈이치, 미즈나시 레나, 베르무트, 진, 워커 외 다수 등장.                                        |
| 176 | 적과 흑의 크래쉬 (결백(潔白) ・ 결사(決死) ・ 순직(殉職))                                       | 609. 강철 쐐기 | 59권    | 애니메이션 제 502 ~ 504화. 에도가와 코난, 아가사 박사, 하이바라 아이, 소년 탐정단, 메구레 경부, 다카기 형사, 치바 형사, 조디 스털링, 안드레 케멀, 제임스 블랙, 아카이 슈이치, 미즈나시 레나, 베르무트, 진, 워커 외 다수 등장.                                        |
| 177 | 변호사 키사키 에리의 증언                                                                       | 610. 소리 611. 하늘을 나는 시체 612. 역학(力學)과 알리바이                                                                     | 59권    | 애니메이션 제 505 ~ 506화. 에도가와 코난, 모리 란, 모리 코고로, 메구레 경부, 다카기 형사, 키사키 에리 등장. |
| 178 | 풍림화산(風林火山) (미궁(迷宮)의 요로이무사 (갑옷무사. 鎧武者) ・ 그림자와 번갯불(雷光)의 결착) | 613. 지네(百足) 614. 갑옷 무사(鎧武者) 615. 병법(兵法)                                                                         | 59권    | 애니메이션 제 516화(1시간 스페셜), 517화. 에도가와 코난, 모리 란, 모리 코고로, 핫토리 헤이지, 토야마 카즈하, 야마토 칸스케, 토라다(우에하라) 유이 등장. |
| 178 | 풍림화산(風林火山) (미궁(迷宮)의 요로이무사 (갑옷무사. 鎧武者) ・ 그림자와 번갯불(雷光)의 결착) | 616. 풍림화산(風林火山) 617. 싸움(戰) 618. 그림자와 번개(雷)                                                                   | 59권    | 애니메이션 제 516화(1시간 스페셜), 517화. 에도가와 코난, 모리 란, 모리 코고로, 핫토리 헤이지, 토야마 카즈하, 야마토 칸스케, 토라다(우에하라) 유이 등장. |
| 179 | 가라오케 BOX의 사각(死角)                                                                       | 619. 의혹의 에이스케 | 59권    | 애니메이션 제 507 ~ 508화. 에도가와 코난, 모리 란, 하이바라 아이, 소년 탐정단, 스즈키 소노코, 혼도 에이스케, 메구레 경부, 다카기 형사 등장. |
| 179 | 가라오케 BOX의 사각(死角)                                                                       | 620. 사라진 둔기 621. 에이스케의 고백                                                                                          | 60권    | 애니메이션 제 507 ~ 508화. 에도가와 코난, 모리 란, 하이바라 아이, 소년 탐정단, 스즈키 소노코, 혼도 에이스케, 메구레 경부, 다카기 형사 등장. |
| 180 | 적백황색(赤白黄色)과 탐정단 W 암호 미스테리 (코난 VS W 암호 미스테리) 일부                      | 622. 빨강, 하양, 노랑 623. 흑백이 624. 새로운 이웃                                                                             | 60권    | 애니메이션 제 509 ~ 510화. 에도가와 코난, 소년 탐정단, 하이바라 아이, 아가사 박사, 조디 스털링, 제임스 블랙, 오키야 스바루, 유미나가 경부 외 다수 등장. |
| 181 | 도시 전설의 정체                                                                                | 625. 망치남 626. 배달된 악의 627. 망치남의 정체                                                                                | 60권    | 애니메이션 제 530 ~ 531화. 에도가와 코난, 모리 란, 스즈키 소노코, 메구레 경부, 다카기 형사, 사토 형사, 시라토리 경부, 치바 형사, 사토 경부 등장. |
| 182 | 살의는 커피의 향기                                                                              | 628. 살의의 커피(殺意のコヒ) 629. 불가능 범죄(不可能犯罪) 630. 씁쓸한 진실(苦い眞實)                                           | 60권    | 애니메이션 제 513 ~ 514화. 에도가와 코난, 모리 란, 모리 코고로, 메구레 경부, 다카기 형사 외 다수 등장. |

### 61권 - 81권
| 편  | 사건명 | 파일명 | 수록 권 | 비고 |
| --- | --- | --- | ------- | --- |
| 183 | 괴도키드의 순간 이동 마술(텔레포테이션 매직)                                                                                         | 631. 퍼플 네일(자홍빛 발톱. 紫紅の爪) 632. 순간이동(瞬間移動) 633. 세 가지 터부(금기) 634. Zero                                                           | 61권    | 애니메이션 제 515화. 1시간 스페셜. 에도가와 코난, 모리 란, 모리 코고로, 스즈키 소노코, 스즈키 지로키치, 나카모리 긴조, 괴도 키드 외 다수 등장.                                                                     |
| 184 | 증오의 푸른 불꾳 | 635. 불탐 636. 불씨 637. 파직파직 | 61권    | 애니메이션 제 524 ~ 525화. 에도가와 코난, 소년 탐정단, 하이바라 아이, 아가사 박사, 오키야 스바루, 유미나가 경부 외 다수 등장.                                                                                      |
| 185 | 추리대결! 신이치(新一) VS 오키야 스바루(沖矢 昴) (종이비행기는 애니메이션 제 510화 코난 VS W 암호 미스테리에 실렸다.)                | 638. 종이 비행기 639. 메시지 640. 레스큐(구출) | 61권    | 애니메이션 제 510 ~ 511화. 에도가와 코난, 모리 란, 오키야 스바루, 소년 탐정단, 하이바라 아이, 아가사 박사, 스즈키 소노코, 메구레 경부, 다카기 형사 외 다수 등장.                                                   |
| 186 | 진범인으로부터의 소포 | 641. 인멸 | 61권    | 애니메이션 제 526화. 에도가와 코난, 모리 란, 모리 코고로, 메구레 경부, 사토 형사, 다카기 형사, 치바 형사, 에노모토 아즈사 등장.                                                                                    |
| 186 | 진범인으로부터의 소포 | 642. 거짓된 우정 | 62권    | 애니메이션 제 526화. 에도가와 코난, 모리 란, 모리 코고로, 메구레 경부, 사토 형사, 다카기 형사, 치바 형사, 에노모토 아즈사 등장.                                                                                    |
| 187 | 부드러움은 (곧잘) 수수께끼를 제압한다                                                                                                | 643. 이카루스의 날개 644. 반환 기술 645. 뜻 밖의 공로 | 62권    | 애니메이션 제 528 ~ 529화. 에도가와 코난, 모리 란, 모리 코고로, 메구레 경부, 타카기 형사, 키사키 에리, 고로(키사키 에리의 고양이) 등장.                                                                            |
| 188 | 살인범, 쿠도 신이치(工藤 新一) | 646. 증오의 마을 647. 사라진 기억 648. 쿠도 신이치의 살인                                                                                                 | 62권    | 애니메이션 제 521화 ~ 522화. 연속 1시간 스페셜. 에도가와 코난, 쿠도 신이치, 모리 란, 모리 코고로, 핫토리 헤이지, 토야마 카즈하, 하이바라, 아가사 박사 외 다수 등장.                                                |
| 188 | 신이치(新一)의 정체에 란(蘭)의 눈물                                                                                                  | 649. 사라신님(死羅神様) 650. 멎지 않는 눈물 651. 정체 | 62권    | 애니메이션 제 521화 ~ 522화. 연속 1시간 스페셜. 에도가와 코난, 쿠도 신이치, 모리 란, 모리 코고로, 핫토리 헤이지, 토야마 카즈하, 하이바라, 아가사 박사 외 다수 등장.                                                |
| 189 | 정말로 묻고 싶은 것 | 652. 정말로 묻고 싶은 것 | 62권    | 애니메이션 제 523화. 에도가와 코난, 쿠도 신이치, 모리 란, 모리 코고로, 핫토리 헤이지, 토야마 카즈하, 하이바라 아이, 아가사 박사, 다카기 형사, 사토 형사 외 다수 등장.                                              |
| 189 | 정말로 묻고 싶은 것 | 653. 나의 추리 654. 추리의 대답 | 63권    | 애니메이션 제 523화. 에도가와 코난, 쿠도 신이치, 모리 란, 모리 코고로, 핫토리 헤이지, 토야마 카즈하, 하이바라 아이, 아가사 박사, 다카기 형사, 사토 형사 외 다수 등장.                                              |
| 190 | 회전스시(초밥. 壽司) 미스테리 | 655. 회전하는 흉기 656. 저격 657. 독극물의 소재 | 63권    | 애니메이션 제 549 ~ 550화. 에도가와 코난, 핫토리 헤이지, 소년 탐정단, 하이바라 아이, 아가사 박사, 메구레 경부, 다카기 형사 외 다수 등장.                                                                           |
| 191 | 범인은 겐타(元太)의 아빠 | 658. 돼지·사슴·나비(猪・鹿・蝶) 659. 팔백일(八百一)과 한자 여덟치(퉁소. 尺八)와 일품(一品) 660. 선수권의 목적                                             | 63권    | 애니메이션 제 551 ~ 552화. 에도가와 코난, 소년 탐정단, 아가사 박사, 하이바라 아이, 메구레 경부, 다카기 형사, 치바 형사, 코지마 켄지 외 다수 등장.                                                                  |
| 192 | 안개에 휩싸인 마녀 | 661. 은백의 마녀 662. 하얀 FD 663. 마녀의 정체 | 63권    | 애니메이션 제 545 ~ 546화. 에도가와 코난, 모리 란, 모리 코고로, 야마무라 미사오, 사토 미와코, 미야모토 유미 외 다수 등장.                                                                                          |
| 193 | 물고기가 사라지는 일각바위(一角岩)                                                                                                   | 664. 일각 바위(一角岩) 665. 고등어・잉어・도미・가자미(넙치) 666. 살기                                                                                    | 64권    | 애니메이션 제 542 ~ 543화. 에도가와 코난, 소년 탐정단, 하이바라 아이, 아가사 박사, 오키야 스바루, 요코미조 쥬고 등장.                                                                                              |
| 194 | 첫 사랑의 상처자국 과거를 부르는 상처자국                                                                                            | 667. 흉터 668. 추억의 소년 669. 가리(ガリ) 군(君) | 64권    | 애니메이션 제 532 ~ 533화. 에도가와 코난, 모리 란, 모리 코고로, 메구레 경부, 타카기 형사, 치바 형사, 마츠모토 키요나가 등장.                                                                                       |
| 195 | 새로운 상처자국과 휘파람의 남자 옛 상처자국과 형사의 혼                                                                              | 670. 휘파람의 남자 671. 연결 672. ESWN 673. 자주 있는 패턴                                                                                                | 64권    | 애니메이션 제 534 ~ 535화. 에도가와 코난, 소년 탐정단, 하이바라, 메구레 경부, 다카기 와타루, 사토 미와코, 시라토리 닌자부로, 치바 형사, 마츠모토 키요나가 관리관, 모리무라 경시 등장.                              |
| 196 | 괴도 키드 VS 최강 금고 | 674. 철리(쇠너구리. 鉄狸) | 64권    | 애니메이션 제 537 ~ 538화. 에도가와 코난, 모리 란, 모리 코고로, 타카기 와타루, 스즈키 소노코, 스즈키 지로키치, 에노모토 아즈사, 나카모리 긴조, 차키 신타로, 괴도 키드 등장.                                        |
| 196 | 괴도 키드 VS 최강 금고 | 675. 잠복(潜伏) 676. 해정(解錠) | 65권    | 애니메이션 제 537 ~ 538화. 에도가와 코난, 모리 란, 모리 코고로, 타카기 와타루, 스즈키 소노코, 스즈키 지로키치, 에노모토 아즈사, 나카모리 긴조, 차키 신타로, 괴도 키드 등장.                                        |
| 197 | 탐정단 VS 강도단 (소연 ・ 침묵) | 677. 운명의 사람 678. 올가미(罠) 679. 흔들리는 마음 | 65권    | 애니메이션 제 563 ~ 564화. 에도가와 코난, 소년 탐정단, 하이바라 아이, 아가사 히로시, 조디 스털링, 제임스 블랙, 안드레 케멀, 화상입은 슈이치 외 다수 등장.                                                          |
| 198 | 위험한 두 일행 | 680. 위험한 두 일행 681. 반죽음(半殺し) | 65권    | 애니메이션 제 557화. 에도가와 코난, 모리 란, 모리 코고로, 하이바라 아이, 아가사 박사, 야마토 칸스케, 우에하라 유이 등장                                                                                            |
| 199 | 사망의 관(館) 붉은 벽(壁) (삼고의 예(삼고초려) ・ 장중의 물건(손바닥 위의 것) ・ 죽은(죽어가는) 공명(孔明) ・ 공성(의)(空城) 계(計)) | 682. 붉은 벽(赤い壁) 683. 손바닥 위(掌中) 684. 죽은 공명(孔明) 685. 산 중달(仲達)을 쫓아내다                                                              | 65권    | 애니메이션 제 558 ~ 561화. 에도가와 코난, 모리 란, 모리 코고로, 야마토 칸스케, 우에하라 유이, 모로후시 타카아키 외 다수 등장                                                                                       |
| 199 | 사망의 관(館) 붉은 벽(壁) (삼고의 예(삼고초려) ・ 장중의 물건(손바닥 위의 것) ・ 죽은(죽어가는) 공명(孔明) ・ 공성(의)(空城) 계(計)) | 686. 절묘호이(絶妙好餌) | 66권    | 애니메이션 제 558 ~ 561화. 에도가와 코난, 모리 란, 모리 코고로, 야마토 칸스케, 우에하라 유이, 모로후시 타카아키 외 다수 등장                                                                                       |
| 200 | 시라토리 경부, 벚꽃의 추억 | 687. 추억 688. 벚꾳 떨어지다 689. 벚꽃 피다 | 66권    | 애니메이션 제 568 ~ 569화. 에도가와 코난, 소년 탐정단, 하이바라 아이, 시라토리 닌자부로, 메구레 경부, 다카기 와타루, 사토 미와코, 코바야시 스미코 등장.                                                            |
| 201 | 요괴 창고에서 보물 배틀 | 690. 모노노케 창고 691. 코난 VS 탐정단 692. 창고의 비밀                                                                                                   | 66권    | 애니메이션 제 571 ~ 572화. 에도가와 코난, 소년 탐정단, 하이바라, 아가사 히로시, 시라토리 경부, 코바야시 스미코, 오키야 스바루, 모모세 경부, 핫토리 헤이지 등장.                                                    |
| 202 | 부끄러운 부적의 행방 | 693. 부적 탈환 작전! 694. 최고의 시합 695. 심술쟁이 | 66권    | 애니메이션 제 573 ~ 574화. 에도가와 코난, 모리 란, 핫토리 헤이지, 토야마 카즈하, 다카기 형사 외 다수 등장. |
| 203 | 검은 드레스의 알리바이 | 696. 고스로리 | 66권    | 애니메이션 제 575 ~ 576화. 에도가와 코난, 하이바라 아이(상상), 모리 란, 모리 코고로, 메구레 경부, 다카기 향사, 스즈키 소노코 등장.                                                                                 |
| 203 | 검은 드레스의 알리바이 | 697. 저주의 패션 698. 불확실하고 약한 것 | 67권    | 애니메이션 제 575 ~ 576화. 에도가와 코난, 하이바라 아이(상상), 모리 란, 모리 코고로, 메구레 경부, 다카기 향사, 스즈키 소노코 등장.                                                                                 |
| 204 | 위기를 부르는 붉은 전조(오멘) | 699. 내일은 있다 | 67권    | 애니메이션 제 578화. 에도가와 코난, 소년 탐정단, 하이바라 아이, 아카이 슈이치(회상) 외 다수 등장. |
| 205 | 검은 13의 암시(서제스트), 다가오는 흑의 각한(타임 리미트), 붉게 흔들리는 조준(타겟)                                                  | 700. 위험한 에리어 701. 빨강과 13의 암시 702. 폭탄범의 목적 703. 눈보라 속의 진실 704. 조용한 싸움                                                        | 67권    | 애니메이션 제 579 ~ 581화. 에도가와 코난, 모리 란, 모리 코고로, 진, 워커, 베르무트, 키안티, 코른, 키르, 조디 스털링, 안드레 케멀, 화상입은 슈이치, 오키야 스바루 외 다수 등장.                                     |
| 206 | 코바야시 선생의 사랑, 시라토리 경부의 실연, 시간을 뛰어넘는 벚꽃의 사랑(전반부)                                                      | 705. 코바야시 선생의 사랑 706. 코바야시 선생의 오해 707. 벚꽃의 소녀는?                                                                                   | 67권    | 명탐정 코난 제 583 ~ 585화. 에도가와 코난, 소년 탐정단, 하이바라 아이, 메구레 경부, 시라토리 경부, 코바야시 선생, 사토 형사, 다카기 형사, 미야모토 유미, 치바 형사 등장.                                           |
| 206 | 코바야시 선생의 사랑, 시라토리 경부의 실연, 시간을 뛰어넘는 벚꽃의 사랑(전반부)                                                      | 708. 벚꽃 활짝 피다 | 68권    | 명탐정 코난 제 583 ~ 585화. 에도가와 코난, 소년 탐정단, 하이바라 아이, 메구레 경부, 시라토리 경부, 코바야시 선생, 사토 형사, 다카기 형사, 미야모토 유미, 치바 형사 등장.                                           |
| 207 | 최악의 생일 | 709. 키사키 애리의 재난 710. 떨어뜨리고 올린다 711. 최고의 생일                                                                                           | 68권    | 애니메이션 제 589 ~ 590화. 에도가와 코난, 모리 란, 모리 코고로, 키사키 에리, 요코미조 산고 외 다수 등장. |
| 208 | 시간을 뛰어넘는 벚꽃의 사랑(후반부) 어둠으로 사라진 기린의 뿔, 키드 대 사신탐정단                                                    | 712. 청룡(靑龍) 713. 주작(朱雀) 714. 백호(白虎) 715. 현무(玄武)                                                                                           | 68권    | 애니메이션 제 585 ~ 587화. 에도가와 코난, 소년 탐정단, 스즈키 지로키치, 모리 란, 스즈키 소노코, 나카모리 긴조, 괴도 키드 외 다수 등장.                                                                             |
| 209 | 원숭이와 복갈퀴의 토리모노쵸 | 716. 토리노이치(酉の市) 717. 원숭이와 9 718. 천진난만 | 68권    | 애니메이션 제 592 ~ 593화. 에도가와 코난, 모리 란, 모리 코고로, 스즈키 소노코, 메구레 경부, 다카기 형사, 치바 형사 등장                                                                                            |
| 210 | 갓파가 꾸는 꿈 | 719. 늪바닥으로부터의 의뢰 720. 갓파의 저주 721. 갓파의 정체                                                                                              | 69권    | 애니메이션 제 600 ~ 601화. 에도가와 코난, 모리 란, 모리 코고로, 야마무라 미사오 등장 |
| 211 | 수증기 밀실의 시나리오 | 722. 수증기 살인 723. 호수 위의 밀실 724. 눈에는 눈 | 69권    | 애니메이션 제 597 ~ 598화. 에도가와 코난, 아가사 히로시, 소년 탐정단, 하이바라 아이, 요코미조 쥬고 외 다수 등장 |
| 212 | 배반의 화이트 데이 | 725. 화이트 데이의 살인 726. 기적 같은 트릭 727. happy white day                                                                                          | 69권    | 애니메이션 제 608 ~ 609화. 에도가와 코난, 모리 코고로, 모리 란, 스즈키 소노코, 메구레 경부, 다카기 형사, 사토 형사, 시라토리 닌자부로, 치바 형사, 오키노 요코, 메구레 미도리, 키사키 에리, 쿄고쿠 마코토 등장      |
| 213 | 일기가 연주하는 비밀 | 728. G선상의 아리아 729. 천재 | 69권    | 애니메이션 제 614 ~ 615화. 에도가와 코난, 하이바라 아이, 소년탐정단, 아가사 히로시 등장. |
| 213 | 일기가 연주하는 비밀 | 730. 일기의 비밀 | 70권    | 애니메이션 제 614 ~ 615화. 에도가와 코난, 하이바라 아이, 소년탐정단, 아가사 히로시 등장. |
| 214 | 코난 키드의 료마 보물 공방전 | 731. 료마 732. 돌파 733. 세탁 | 70권    | 애니메이션 제 627 ~ 628화. 괴도 키드, 나카모리 경부, 스즈키 지로키치, 스즈키 소노코, 모리 란, 에도가와 코난 등장                                                                                                   |
| 215 | 피해자는 쿠도 신이치 | 734. 마견 735. 원령 | 70권    | 애니메이션 제 610 ~ 613화. 에도가와 코난, 모리 란, 모리 코고로, 다카기 형사, 메구레 경부, 핫토리 헤이지, 토야마 카즈하, 야마무라 미사오 외 다수 등장                                                               |
| 215 | 이누부시(犬伏) 성 화염의 마견(魔犬) (도깨비불의 장 · 발자국의 장 · 공주의 장)                                                        | 736. 이누부시(犬伏) 가문 737. 구슬(玉) 738. 발자국 739. 공주(姬) 740. 인의팔행(仁義八行)                                                                  | 70권    | 애니메이션 제 610 ~ 613화. 에도가와 코난, 모리 란, 모리 코고로, 다카기 형사, 메구레 경부, 핫토리 헤이지, 토야마 카즈하, 야마무라 미사오 외 다수 등장                                                               |
| 216 | 첫 사랑의 비디오 레터 | 741. 추억의 VHS 742. 13년을 뛰어넘은 마음(메시지) | 71권    | 애니메이션 제 624화. 소년 탐정단 (어린이 탐정단), 치바 형사, 에도가와 코난, 하이바라 아이 외 다수 등장. 미야모토 유미, 시라토리 경부, 고바야시 선생 잠시 출연.                                                     |
| 217 | 홈즈의 묵시록 (명탐정의 제자 & Love is 0)                                                                                            | 743. 홈즈의 제자 744. 묵시록 745. 러브는 제로 | 71권    | 애니메이션 제 616 ~ 621화. 에도가와 코난, 하이바라 아이, 아가사 히로시, 쿠도 신이치, 모리 란, 모리 코고로 외 다수 등장                                                                                             |
| 217 | 홈즈의 묵시록 (Satan & Code break)                                                                                                   | 746. 홈즈에게 물어봐 747. 홈즈의 암호 748. 또하나의 A | 71권    | 애니메이션 제 616 ~ 621화. 에도가와 코난, 하이바라 아이, 아가사 히로시, 쿠도 신이치, 모리 란, 모리 코고로 외 다수 등장                                                                                             |
| 217 | 홈즈의 묵시록 (잔디의 여왕 & 0 is Start)                                                                                             | 749. 여왕에게서 온 메시지 750. 진정한 타깃 751. 여왕의 진가                                                                                               | 71권    | 애니메이션 제 616 ~ 621화. 에도가와 코난, 하이바라 아이, 아가사 히로시, 쿠도 신이치, 모리 란, 모리 코고로 외 다수 등장                                                                                             |
| 217 | 홈즈의 묵시록 (잔디의 여왕 & 0 is Start)                                                                                             | 752. 번거로운 난건 | 72권    | 애니메이션 제 616 ~ 621화. 에도가와 코난, 하이바라 아이, 아가사 히로시, 쿠도 신이치, 모리 란, 모리 코고로 외 다수 등장                                                                                             |
| 218 | 긴급사태 252 | 753. 요구조자 754. 위험한 숨바꼭질 755. 통화 코드 | 72권    | 애니메이션 제 622 ~ 623화. 에도가와 코난, 하이바라 아이, 소년 탐정단, 아가사 박사, 오키야 스바루외 다수 등장 |
| 219 | 절규 수술실 | 756. 그로테스크한 죽음 757. 움직일 수 있는 시체 758. 조작당한 발                                                                                          | 72권    | 애니메이션 제 625 ~ 626화. 에도가와 코난, 모리 코고로, 모리 란, 스즈키 소노코, 메구레 경부, 다카기 형사 외 다수 등장                                                                                               |
| 220 | 카루타 잡기 위기일발 | 759. 양치기 소년 760. 스와 호수의 털게 761. 카루타의 진실                                                                                                 | 72권    | 애니메이션 제 642 ~ 643화. 코난, 하이바라, 소년 탐정단 (어린이 탐정단) 외 다수 등장 |
| 221 | 시간의 파수꾼의 칼날 | 762. 시계의 파수꾼 | 72권    | 애니메이션 제 632 ~ 633화. 코난, 모리 란, 모리 코고로, 메구레 경부, 다카기 형사 외 다수 등장 |
| 221 | 시간의 파수꾼의 칼날 | 763. 시간의 망령 764. 시간의 지배자 | 73권    | 애니메이션 제 632 ~ 633화. 코난, 모리 란, 모리 코고로, 메구레 경부, 다카기 형사 외 다수 등장 |
| 222 | 죽을 만큼 맛있는 라면 | 765. 죽을 만큼 맛있는 라면 766. 라면과 독약 767. 안경 너머의 진실                                                                                         | 73권    | 애니메이션 제 644 ~ 645화. 코난, 모리 코고로, 메구레 경부, 다카기 형사 외 다수 등장 |
| 223 | 유령 호텔의 추리 대결 | 768. 절권도(截拳道) 769. 애송이 같은 탐정 770. 세라의 경솔한 추측                                                                                         | 73권    | 애니메이션 제 646 ~ 647화. 에도가와 코난, 모리 란, 스즈키 소노코, 메구레 경부, 다카기 형사 외 다수 등장. 세라 마스미 첫등장                                                                                        |
| 224 | 탐정 사무소 농성사건 | 771. 당신의 멋진 추리를 들어봅시다 772. 별명의 법칙 773. 저격 가능                                                                                        | 73권    | 애니메이션 제 648 ~ 650화. 에도가와 코난, 모리 란, 모리 코고로, 세라 마스미 외 다수 등장 |
| 224 | 탐정 사무소 농성사건 | 774. 페이지를 넘길 수 없는 책 | 74권    | 애니메이션 제 648 ~ 650화. 에도가와 코난, 모리 란, 모리 코고로, 세라 마스미 외 다수 등장 |
| 225 | 박사님의 동영상 사이트 | 775. 동영상 사이트 776. 꽃병과 고양이 777. 아유미의 흔적                                                                                                  | 74권    | 애니메이션 제 656 ~ 657화. 에도가와 코난, 하이바라 아이, 소년 탐정단, 아가사 히로시, 키사키 에리, 세라 마스미, 오키야 스바루 외 다수 등장                                                                          |
| 226 | 코난 vs 헤이지, 동서 탐정 추리 승부                                                                                                  | 778. 어느 쪽이 명탐정인 거야? 779. 아베 짱 780. 마법의 음식                                                                                               | 74권    | 애니메이션 제 651화. 1시간 스페셜. 에도가와 코난, 모리 란, 토야마 카즈하, 핫토리 헤이지, 모리 코고로, 안드레 캐멀, 메구레 경부, 다카기 형사 외 다수 등장                                                           |
| 227 | 독(毒)과 환상(幻想)의 디자인 (EYE · S · Poison · illusion)                                                                           | 781. EYE 782. 바움쿠헨(バームクーヘン) 783. 크레이지 다이아몬드 784. 맹세의 현장 검증                                                                     | 74권    | 애니메이션 제 652 ~ 655화. 에도가와 코난, 모리 란, 토야마 카즈하, 모리 코고로, 야마토 칸스케, 우에하라 유이, 모로후시 다카아키, 메구레 경부, 타카기 와타루 외 다수 등장. 요네하라 사쿠라코 첫등장.                 |
| 227 | 독(毒)과 환상(幻想)의 디자인 (EYE · S · Poison · illusion)                                                                           | 785. 마님의 진술서 786. 모자 간의 착시 | 75권    | 애니메이션 제 652 ~ 655화. 에도가와 코난, 모리 란, 토야마 카즈하, 모리 코고로, 야마토 칸스케, 우에하라 유이, 모로후시 다카아키, 메구레 경부, 타카기 와타루 외 다수 등장. 요네하라 사쿠라코 첫등장.                 |
| 228 | 코고로 씨는 좋은 사람 | 787. 코고로 씨는 좋은 사람 788. 진짜 잠자는 코고로 789. 가짜 모리 코고로의 명추리                                                                         | 75권    | 애니메이션 제 661 ~ 662화. 에도가와 코난, 모리 란, 모리 코고로, 세라 마스미, 메구레 경부, 다카기 형사 외 다수 등장                                                                                                 |
| 229 | 첫 사랑의 공동 수사 | 790. 치바 형사의 첫사랑 상대 791. 기억 안 나요? 792. 당신 혹시?                                                                                           | 75권    | 애니메이션 제 659 ~ 660화. 에도가와 코난, 하이바라 아이, 소년 탐정단, 미야모토 유미, 미이케 나에코, 치바 형사 외 다수 등장                                                                                         |
| 230 | 웨딩 이브 | 793. 사설탐정 794. 유전자 795. 화염 속에 다시 들어갈 운명                                                                                                 | 75권    | 애니메이션 제 667 ~ 668화. 에도가와 코난, 모리 란, 모리 코고로, 메구레 경부, 다카기 형사 외 다수 등장. 아무로 토오루 첫등장                                                                                        |
| 231 | 탐정들의 야상곡 (사건 · 유괴 · 추리 · 버본)                                                                                          | 796. 콜롬보(コロンボ)에서의 만남 797. 뒤얽힌 거짓말과 미스테리 798. 탐정들의 야상곡 (ノクターン) 799. 호기심과 탐정의 탐구 본능 800. 물체가 충돌하는 순간 | 76권    | 애니메이션 제 671 ~ 674화. 에도가와 코난, 모리 란, 모리 코고로, 아가사 히로시, 하이바라 아이, 오키야 스바루, 세라 마스미, 아무로 토오루 외 다수 등장                                                               |
| 232 | 1mm도 용서할 수 없어 | 801. 절대로 웃지 않는 사람 802. 그런 표정 짓지 마 803. 잘못된 결정                                                                                        | 76권    | 애니메이션 제 675 ~ 676화. 에도가와 코난, 하이바라 아이, 소년 탐정단, 아가사 히로시, 다카기 형사 외 다수 등장 |
| 233 | 목숨을 건 연애 중계 (중계 개시 · 절체절명 · 현장 돌입)                                                                               | 804. 다카기 형사에게서 온 선물 805. 와타루 형제 (ワタル・ブラザーズ) 806. 이어지는 새벽의 그림자                                                          | 76권    | 애니메이션 제 681 ~ 683화. 에도가와 코난, 소년 탐정단, 아무로 토오루, 다카기 형사, 메구레 경부, 마츠모토 관리관, 시라토리 경부, 사토 형사, 치바 형사, 아가사 박사, 하이바라 아이 외 다수 등장                      |
| 233 | 목숨을 건 연애 중계 (중계 개시 · 절체절명 · 현장 돌입)                                                                               | 807. 최강의 선배 (最強の先輩) 808. 뒤늦은 성묘 (遅くなった墓参り)                                                                                         | 77권    | 애니메이션 제 681 ~ 683화. 에도가와 코난, 소년 탐정단, 아무로 토오루, 다카기 형사, 메구레 경부, 마츠모토 관리관, 시라토리 경부, 사토 형사, 치바 형사, 아가사 박사, 하이바라 아이 외 다수 등장                      |
| 234 | 거품과 김과 연기 | 809. 방 안의 흔적 810. 기포, 수증기, 그리고 담배 연기 811. 사업의 도구                                                                                    | 77권    | 애니메이션 제 684 ~ 685화. 에도가와 코난, 하이바라 아이, 오키야 스바루, 메구레 경부, 다카기 형사 외 다수 등장 |
| 235 | 쿠도 유사쿠의 미해결 사건 | 812. 쿠도 유사쿠의 미완결 사건 813. 킨이치 군(金一君) 814. 코난 군이였지?                                                                                 | 77권    | 애니메이션 제 690 ~ 691화. 에도가와 코난, 모리 란, 스즈키 소노코, 세라 마스미, 오키야 스바루 외 다수 등장 |
| 236 | 하이바라의 비밀에 가까워지는 그림자                                                                                                  | 815. 자신의 영역(領域) 816. 궁지의 봉연(奉迎) 817. 등잔 밑의 고영(孤影)                                                                                   | 77권    | 애니메이션 제 699 ~ 700화. 에도가와 코난, 모리 란, 소년 탐정단, 세라 마스미, 아무로 토오루, 모리 코고로, 아가사 히로시, 하이바라 아이, 미야노 시호 외 다수 등장                                                    |
| 237 | 칠흑의 미스테리 트레인 (特急) (발차 · 터널 · 크로스 · 종점)                                                                          | 818. 미스테리 트레인 (발차(發車)편) 819. 미스테리 트레인 (터널(隧道)편) 820. 미스테리 트레인 (일등석(一等)편) 821. 미스테리 트레인 (교차(交差)편)         | 78권    | 애니메이션 제 701 ~ 704화. 에도가와 코난, 모리 란, 스즈키 소노코 , 세라 마스미, 오키야 스바루, 아무로 토오루, 아가사 히로시 ,하이바라 아이, 진, 워커, 화상 슈이치, 쿠도 유키코, 미야노 시호, 괴도키드 외 다수 등장 |
| 237 | 칠흑의 미스테리 트레인 (特急) (발차 · 터널 · 크로스 · 종점)                                                                          | 822. 미스테리 트레인 (차단(遮斷)편) 823. 미스테리 트레인 (배연(排煙)편) 824. 미스테리 트레인 (종점(終点)편)                                               | 78권    | 애니메이션 제 701 ~ 704화. 에도가와 코난, 모리 란, 스즈키 소노코 , 세라 마스미, 오키야 스바루, 아무로 토오루, 아가사 히로시 ,하이바라 아이, 진, 워커, 화상 슈이치, 쿠도 유키코, 미야노 시호, 괴도키드 외 다수 등장 |
| 238 | 밀실에 있는 코난· 수수께끼를 추리하는 버번                                                                                           | 825. 아주 특별한 코치 826. 사라진 밀실의 열쇠 827. 수수께끼를 푸는 열쇠                                                                                   | 78권    | 애니메이션 제 705 ~ 706화. 에도가와 코난, 모리 란, 하이바라 아이, 스즈키 소노코, 아무로 토오루(=버본), 모리 코고로, 아가사 히로시, 메구레 경부, 다카기 형사 외 다수 등장                                           |
| 239 | 괴도 키드와 적면(赤面)의 인어 | 828. 거품(泡沫) | 78권    | 애니메이션 제 724 ~ 725화. 나카모리 긴죠, 에도가와 코난, 모리 란, 스즈키 소노코, 세라 마스미, 스즈키 지로, 챠키 신타로, 모리 코고로, 괴도 키드 외 다수 등장                                                        |
| 239 | 괴도 키드와 적면(赤面)의 인어 | 829. 의태(擬態) 830. 탈피(脫皮) | 79권    | 애니메이션 제 724 ~ 725화. 나카모리 긴죠, 에도가와 코난, 모리 란, 스즈키 소노코, 세라 마스미, 스즈키 지로, 챠키 신타로, 모리 코고로, 괴도 키드 외 다수 등장                                                        |
| 240 | 모두가 보고 있었다 | 831. 정황적 밀실 살인 832. 둘이서 한 사람 몫 833. 선생님의 트릭                                                                                           | 79권    | 애니메이션 제 710 ~ 711화. 에도가와 코난, 모리 란, 모리 코고로, 핫토리 헤이지, 토야마 카즈하, 오타키 고로, 메구레 경부, 다카기 형사 외 다수 등장                                                                   |
| 241 | 핫토리 헤이지와 흡혈귀관 (1, 2, 3, 4)                                                                                                | 834. 흡혈귀의 저택 835. 드라큘라 백작 836. 심령사진 | 79권    | 애니메이션 제 712 ~ 715화.오타키 고로, 모리 코고로, 핫토리 헤이지, 토야마 카즈하, 에도가와 코난, 모리 란 외 다수 등장                                                                                              |
| 241 | 핫토리 헤이지와 흡혈귀관 (1, 2, 3, 4)                                                                                                | 837. 남만 방 838. 괴기 현상의 절반 839. 저마다의 동기 | 79권    | 애니메이션 제 712 ~ 715화.오타키 고로, 모리 코고로, 핫토리 헤이지, 토야마 카즈하, 에도가와 코난, 모리 란 외 다수 등장                                                                                              |
| 241 | 핫토리 헤이지와 흡혈귀관 (1, 2, 3, 4)                                                                                                | 840. 살인귀의 계획서 | 80권    | 애니메이션 제 712 ~ 715화.오타키 고로, 모리 코고로, 핫토리 헤이지, 토야마 카즈하, 에도가와 코난, 모리 란 외 다수 등장                                                                                              |
| 242 | 달콤하고 차가운 배달물 | 841. 아직 배달하지 않은 물건 842. 고양이 택배 843. 쿠도님 편 배달물                                                                                       | 80권    | 애니메이션 제 722 ~ 723화. 소년 탐정단 (어린이 탐정단), 에도가와 코난, 하이바라 아이, 아무로 토오루(=버본), 에노모토 아즈사, 오키야 스바루 외 다수 등장.                                                           |
| 243 | 과일로 가득찬 보물상자 | 844. 오늘의 과일 845. 우리들의 영역 846. 마법의 자물쇠 | 80권    | 애니메이션 제 727화 ~ 728화. 에도가와 코난, 모리 란, 스즈키 소노코, 세라 마스미, 모리 코고로, 오키노 요코, 메구레 경부, 다카기 형사 외 다수 등장.                                                                  |
| 244 | 현장의 이웃은 옛 남자 친구 | 847. 7개가 모일 때까지 848. 준비한 일착(一着) 849. 타이코의 수단                                                                                          | 80권    | 애니메이션 제 731 화 ~ 732화 에도가와 코난, 소년 탐정단 (어린이 탐정단), 하이바라 아이, 미이케 나오코, 미야모토 유미, 하네다 슈키치 첫등장, 메구레 경부, 다카기 형사 외 다수 등장.                                 |
| 245 | 조디의 추억과 꽃놀이의 함정 | 850. 버본의 목적 | 80권    | 애니메이션 제 734화. 1시간 스페셜. 에도가와 코난, 소년 탐정단 (어린이 탐정단), 하이바라 아이, 조디 스털링 수사관, 메구레 경부, 다카기 형사 외 다수 등장.                                                           |
| 245 | 조디의 추억과 꽃놀이의 함정 | 851. 조디의 추억 852. 아카이 슈이치의 소식 | 81권    | 애니메이션 제 734화. 1시간 스페셜. 에도가와 코난, 소년 탐정단 (어린이 탐정단), 하이바라 아이, 조디 스털링 수사관, 메구레 경부, 다카기 형사 외 다수 등장.                                                           |
| 246 | 코고로는 BAR에 있다 | 853. 탐정은 BAR에서 사건에 조우한다. 854. 탐정은 BAR에서 사건을 추리한다. 855. 탐정은 BAR에서 사건을 해결한다.                                            | 81권    | 애니메이션 제 738 ~ 739화. 에도가와 코난, 모리 코고로, 메구레 경부, 다카기 형사 외 다수 등장. |
| 247 | 란도 쓰러진 욕실 | 856. 바람기 조사 857. 나(ボク)의 추리 858. 너무 앞서나간 추론                                                                                             | 81권    | 애니메이션 제 740 ~ 741화. 에도가와 코난, 모리 란, 세라 마스미, 요코미조 쥬고, 키사키 에리 외 다수 등장. |
| 248 | 용의자가 쿄코쿠 마코토? | 859. 절권도 vs 공수도 860. 등유 냄새 861. 마치 마법처럼                                                                                                   | 81권    | 애니메이션 제 744 ~ 745화. 에도가와 코난, 모리 란, 모리 코고로, 세라 마스미, 스즈키 소노코, 쿄고쿠 마코토 외 다수 등장.                                                                                            |

### 82권 - 100권
| 편  | 사건명                                                         | 파일명 | 수록 권 | 비고 |
| --- | -------------------------------------------------------------- | --- | ------- | --- |
| 249 | 괴도 키드 vs 쿄고쿠 마코토                                     | 862. 철벽 (鐵壁) 863. 암전 (暗轉) 864. 자웅 (雌雄)                                                              | 82권    | 애니메이션 제 746 ~ 747화, 나카모리 긴죠, 에도가와 코난, 모리 란, 스즈키 소노코, 쿄고쿠 마코토, 스즈키 시로, 스즈키 토모코, 챠키 신타로, 괴도 키드, 스즈키 지로키치 외 다수 등장.                                                                                                |
| 250 | 불러모으는 얼룩무늬 고양이 사건                                | 865. 삼색 얼룩 고양이, 타이이(대위) 866. 고양이를 뒤집어 쓰고서 (猫を かぶって) 867. 장난꾸러기 868. 마네키네코 | 82권    | 애니메이션 제 751 ~ 752화, 에도가와 코난, 소년 탐정단 (어린이 탐정단), 하이바라 아이, 아가사 박사, 모리 코고로, 모리 란, 아무로 토오루, 에노모토 아즈사, 다카기 형사, 사토 형사, 메구레 경부 외 다수 등장.                                                                       |
| 251 | 본청 형사 사랑이야기 (고백 ・ 진상)                            | 869. 없어…. 870. 소원이 이루어질 때 871. 붉은 배지                                                              | 82권    | 애니메이션 제 748 ~ 749화, 에도가와 코난, 소년 탐정단 (어린이 탐정단), 하이바라 아이, 다카기 형사, 사토 형사 외 다수 등장. |
| 252 | 붉은 여자의 참극 (탕연 ・ 악령 ・ 복수)                        | 872. 붉은 여자 (赤女)                                                                                           | 82권    | 애니메이션 제 754 ~ 756화, 에도가와 코난, 모리 란, 스즈키 소노코, 세라 마스미, 우에하라 유이, 모로후시 타카아키, 야마토 칸스케 외 다수 등장. |
| 252 | 붉은 여자의 참극 (탕연 ・ 악령 ・ 복수)                        | 873. 붉은 악마 874. 붉은 옛날(往昔) 875. 붉은 비극                                                              | 83권    | 애니메이션 제 754 ~ 756화, 에도가와 코난, 모리 란, 스즈키 소노코, 세라 마스미, 우에하라 유이, 모로후시 타카아키, 야마토 칸스케 외 다수 등장. |
| 253 | 의외인 결말의 연애 소설                                        | 876. 연애소설가 877. 세라를 닮은 여자아이 878. 전화, 바다와 그대 / 모래, 그리고 바다                            | 83권    | 애니메이션 제 759 ~ 760화. 에도가와 코난, 모리 란, 스즈키 소노코, 세라 마스미, 메구레 경부, 다카기 형사 외 다수 등장. 영역 밖의 여동생 첫등장. |
| 254 | 코난과 헤이지, 사랑의 암호                                     | 879. 탐정 선생 880. 에비스 교 881. 마약 거래 현장                                                               | 83권    | 애니메이션 제 763 ~ 764화. 에도가와 코난, 소년 탐정단 (어린이 탐정단), 하이바라 아이, 핫토리 헤이지, 토야마 카즈하 외 다수 등장. |
| 255 | 쿠도 신이치 수족관 사건                                        | 882. 하늘색 추억                                                                                                | 83권    | 애니메이션 제 772 ~ 773화. 쿠도 신이치, 모리 란, 에도가와 코난, 아가사 박사, 소년 탐정단 (어린이 탐정단),하이바라 아이 외 다수 등장. |
| 255 | 쿠도 신이치 수족관 사건                                        | 883. 진홍색 탐정 884. 핑크색 대답                                                                               | 84권    | 애니메이션 제 772 ~ 773화. 쿠도 신이치, 모리 란, 에도가와 코난, 아가사 박사, 소년 탐정단 (어린이 탐정단),하이바라 아이 외 다수 등장. |
| 256 | 테이무즈 강 연날리기 사건                                      | 885. 연 날리기 대회 886. 도청남 887. 악마의 목소리                                                              | 84권    | 애니메이션 제 765 ~ 766화. 다카기 형사, 메구레 경부, 에도가와 코난, 아가사 박사, 소년 탐정단 (어린이 탐정단) 외 다수 등장. |
| 257 | 서먹서먹한 다과회 / 어색한 다과회                              | 888. 서먹서먹한 다과회 889. 제로(ゼロ/零) 890. 고속으로 흩날린 핏자국                                           | 84권    | 애니메이션 제 770 ~ 771화. 모리 코코로, 모리 란, 에도가와 코난, 조디 스털링, 아무로 토오루, 다카기 형사, 메구레 경부 외 다수 등장. |
| 258 | 진홍색의 비밀 (서막·추구)                                      | 891. 마지막 조각 892. 나의 일본에서... 893. 진홍색 프롤로그                                                     | 84권    | 애니메이션 제 779 ~ 780화. 에도가와 코난, 조디 스털링, 안드레 캐멀, 베르무트, 아무로 토오루, 다카기 형사, 메구레 경부 외 다수 등장. |
| 259 | 진홍색의 비밀 (교차·귀환·진상)                                 | 894. 진홍색 의혹 895. 진홍색 심문 896. 진홍색 귀환                                                              | 85권    | 애니메이션 제 781 ~ 783화. 에도가와 코난, 조디 스털링, 안드레 캐멀, 베르무트, 아무로 토오루, 오키야 스바루, 아카이 슈이치 외 다수 등장. |
| 259 | 진홍색의 비밀 (교차·귀환·진상)                                 | 897. 진홍색 진실 898. 진홍색 에필로그                                                                           | 85권    | 애니메이션 제 781 ~ 783화. 에도가와 코난, 조디 스털링, 안드레 캐멀, 베르무트, 아무로 토오루, 오키야 스바루, 아카이 슈이치 외 다수 등장. |
| 260 | 타이코, 사랑걸린 명인전                                        | 899. 봉기 (封棋) 900. 장군 (將軍) 901. 금수 (禁手) 902. 묘초 (妙招)                                             | 85권    | 애니메이션 제 785 ~ 786화. 에도가와 코난, 소년 탐정단 (어린이 탐정단), 하이바라 아이, 아가사 박사, 미야모토 유미, 하네다 슈키치, 세라 마스미 외 다수 등장. |
| 261 | 한 여름의 수영장에 가라앉아 있는 수수께끼                      | 903. 수영장 안에 있는 시체 904. 물 속 의문의 유리 파편                                                          | 85권    | 애니메이션 제 787 ~ 788화. 에도가와 코난, 세라 마스미, 스즈키 소노코, 모리 란, 다카기 형사, 메구레 경부 외 다수 등장. |
| 261 | 한 여름의 수영장에 가라앉아 있는 수수께끼                      | 905. 수면 위로 떠오른 진상                                                                                      | 86권    | 애니메이션 제 787 ~ 788화. 에도가와 코난, 세라 마스미, 스즈키 소노코, 모리 란, 다카기 형사, 메구레 경부 외 다수 등장. |
| 262 | 3명의 제1목격자                                                | 906. 친절한 아주머니 907. 수상한 목격자들 908. 목숨을 걸어놓고...                                               | 86권    | 애니메이션 제 792 ~ 793화. 에도가와 코난, 소년 탐정단 (어린이 탐정단), 하이바라 아이, 메구레 경부, 다카기 형사 외 다수 등장. |
| 263 | 카마이타치의 여관                                              | 909. 카마이타치 나타나다 910. 살의의 카마이타치 911. 카마이타치의 진입 경로 912. 카마이타치의 종막              | 86권    | 애니메이션 제 808 ~ 809화. 에도가와 코난, 모리 코고로, 모리 란, 핫토리 헤이지, 토야마 카즈하, 야마무라 미사오, 야마토 칸스케 외 다수 등장. |
| 264 | 현경의 검은 어둠 (전편 ・ 중편 ・ 후편)                        | 913. 딱따구리 914. 발자국과 딱따구리회 915. 사이죠산에...!                                                      | 86권    | 애니메이션 제 810 ~ 812화. 에도가와 코난, 모리 코고로, 모리 란, 야마무라 미사오, 야마토 칸스케, 우에하라 유이, 모로후시 타카아키 외 다수 등장. 쿠로다 효우에 첫등장. |
| 264 | 현경의 검은 어둠 (전편 ・ 중편 ・ 후편)                        | 916. 가는 것은 흐름과 같다 917. 채찍 소리 조용하게 밤의 강을 건넌다                                             | 87권    | 애니메이션 제 810 ~ 812화. 에도가와 코난, 모리 코고로, 모리 란, 야마무라 미사오, 야마토 칸스케, 우에하라 유이, 모로후시 타카아키 외 다수 등장. 쿠로다 효우에 첫등장. |
| 265 | 블로그 여배우 밀실 살인사건                                    | 918. BLOG 919. PHOTO 920. SELFIE                                                                                | 87권    | 애니메이션 제 814 ~ 815화. 에도가와 코난, 아가사 히로시, 하이바라 아이, 소년 탐정단 (어린이 탐정단), 요네하라 사쿠라코, 메구레 경부, 다카기 형사 외 다수 등장. 쿠로다 효우에 재등장.                                                                                             |
| 266 | 벚꽃반의 추억                                                  | 921. 란 GIRL (전편) 922. 란 GIRL (후편) 923. 신이치 BOY (전편) 924. 신이치 BOY (후편)                           | 87권    | 애니메이션 제 853 ~ 854화. 에도가와 코난, 모리 란, 세라 마스미, 스즈키 소노코, 모리 코고로, 키사키 에리, 쿠도 유키코, 쿠도 유사쿠, 쿠도 신이치, 메구레 경부 외 다수 등장. |
| 267 | 용의자는 열애 커플                                             | 925. Big Couple 탄생? 926. 직원의 알리바이는?                                                                   | 87권    | 애니메이션 제 822 ~ 823화. 에도가와 코난, 모리 란, 모리 코고로, 하이바라 아이, 소년 탐정단 (어린이 탐정단), 쿠로다 효우에, 오키노 요코, 히고 류스케 외 다수 등장. |
| 267 | 용의자는 열애 커플                                             | 927. 뒷방의 허상 (后院的虚像)                                                                                   | 88권    | 애니메이션 제 822 ~ 823화. 에도가와 코난, 모리 란, 모리 코고로, 하이바라 아이, 소년 탐정단 (어린이 탐정단), 쿠로다 효우에, 오키노 요코, 히고 류스케 외 다수 등장. |
| 268 | 죽을 정도로 맛있는 라면 2                                      | 928. 라면 가게의 이상한 손님 929. 호스를 휘두르는 범인? 930. 너무 많이 사용한 조미료                            | 88권    | 애니메이션 제 827 ~ 828화. 에도가와 코난, 모리 란, 세라 마스미, 스즈키 소노코, 미야모토 유미, 미이케 나에코 외 다수 등장. |
| 269 | 좀비가 둘러싼 산장 (전편 ・ 중편 ・ 후편)                      | 931. 좀비 블레이드 932. 영혼의 행렬 933. 사람을 무는 좀비 934. 죽은 자의 행방 935. 등하불명                     | 88권    | 애니메이션 제 830 ~ 832화. 에도가와 코난, 모리 란, 모리 코고로, 핫토리 헤이지, 토야마 카즈하, 야마무라 미사오 외 다수 등장. |
| 270 | 사이 나쁜 걸즈밴드                                             | 936. 걸즈밴드 937. 지워진 단서                                                                                  | 88권    | 애니메이션 제 836 ~ 837화. 에도가와 코난, 모리 란, 스즈키 소노코, 세라 마스미, 아무로 토오루, 메구레 경부, 다카기 형사, 에노모토 아즈사 외 다수 등장. |
| 270 | 사이 나쁜 걸즈밴드                                             | 938. 사각에서의 범행                                                                                            | 89권    | 애니메이션 제 836 ~ 837화. 에도가와 코난, 모리 란, 스즈키 소노코, 세라 마스미, 아무로 토오루, 메구레 경부, 다카기 형사, 에노모토 아즈사 외 다수 등장. |
| 271 | 탐정단의 의견 불일치                                           | 939. 백화점에서 점심! 940. 엇갈리는 증언 941. 증언의 진상                                                       | 89권    | 애니메이션 제 843 ~ 844화. 에도가와 코난, 하이바라 아이, 소년 탐정단 (어린이 탐정단), 메구레 경부, 다카기 형사 외 다수 등장. |
| 272 | 치바의 UFO난사건                                               | 942. 치바의 난사건 943. 미확인 비행물체 944. 태양풍선                                                           | 89권    | 애니메이션 제 847 ~ 848화. 에도가와 코난, 모리 코고로, 치바 형사, 미야모토 유미, 미이케 나에코 외 다수 등장. |
| 273 | 혼인 신고서의 암호                                             | 945. 고약한 할아버지 946. 진정한 부부 947. 좌우명                                                               | 89권    | 애니메이션 제 849 ~ 850화. 에도가와 코난, 하이바라 아이, 소년 탐정단 (어린이 탐정단), 사토 형사, 미야모토 유미, 하네다 슈키치 외 다수 등장. |
| 274 | 17년 전과 같은 현장                                            | 948. 쥐여진 가위                                                                                                | 89권    | 애니메이션 제 861 ~ 862화. 에도가와 코난, 아가사 박사, 하이바라 아이, 오키야 스바루, 안드레 캐멀, 메구레 경부, 다카기 형사, 치바 형사 외 다수 등장. |
| 274 | 17년 전과 같은 현장                                            | 949. 달콤한 냄새 950. 잘려나간 글자                                                                             | 90권    | 애니메이션 제 861 ~ 862화. 에도가와 코난, 아가사 박사, 하이바라 아이, 오키야 스바루, 안드레 캐멀, 메구레 경부, 다카기 형사, 치바 형사 외 다수 등장. |
| 275 | 영혼 탐정 살해 사건                                            | 951. 영혼탐정 952. 수상한 옆 방에는 953. 어둠에 귀신을 가두어 놓듯이                                            | 90권    | 애니메이션 제 863 ~ 864화. 에도가와 코난, 모리 코고로, 세라 마스미, 영역 밖의 여동생, 메구레 경부, 다카기 형사, 진, 워커 외 다수 등장. |
| 276 | 배신의 스테이지                                                | 954. 배신의 제재 955. 배신의 행방 956. 배신의 화살 957. 배신의 진상                                             | 90권    | 애니메이션 제 866 ~ 867화. 에도가와 코난, 오키야 스바루, 모리 란, 스즈키 소노코, 아무로 토오루, 에노모토 아즈사, 베르무트, 메구레 경부, 다카기 형사 외 다수 등장. |
| 277 | 코난과 헤이지의 누에 전설 (울음소리편 ・ 손톱자국편 ・ 해결편) | 958. 야도리마을의 불가사의 959. 누에가 우는 밤                                                                  | 90권    | 애니메이션 제 872 ~ 874화. 에도가와 코난, 모리 란, 스즈키 소노코, 에노모토 아즈사, 핫토리 헤이지, 토야마 카즈하, 요코미조 산고 외 다수 등장. 오오카 모미지 첫등장. |
| 277 | 코난과 헤이지의 누에 전설 (울음소리편 ・ 손톱자국편 ・ 해결편) | 960. 누에의 손톱 자국 961. 어금니를 드러낸 누에 962. 슬픈 누에 전설                                             | 91권    | 애니메이션 제 872 ~ 874화. 에도가와 코난, 모리 란, 스즈키 소노코, 에노모토 아즈사, 핫토리 헤이지, 토야마 카즈하, 요코미조 산고 외 다수 등장. 오오카 모미지 첫등장. |
| 278 | 괴도키드와 기계상자                                            | 963. 목신(木神) 964. 접근(接近) 965. 일기(日記)                                                                 | 91권    | 애니메이션 제 887화 ~ 888화. 에도가와 코난, 오키야 스바루, 아가사 박사, 하이바라 아이, 모리 란, 모리 코고로, 스즈키 소노코, 스즈키 지로키치, 나카모리 긴조, 괴도키드 외 다수 등장.                                                                                               |
| 279 | 신임교사와 해골사건                                            | 966. 스키테일 암호 967. 해독 불가능!? 968. 와카사 선생님의 비밀                                                 | 91권    | 애니메이션 제 889화 ~ 890화. 에도가와 코난, 하이바라 아이, 소년 탐정단 (어린이 탐정단), 고바야시 스미코, 시라토리 닌자부로 외 다수 등장. 와카사 루미 첫 등장. |
| 280 | 탈의실의 사각                                                  | 969. 탈의실에서 수영복♡ 970. 손가락으로 남긴 메세지                                                             | 91권    | 애니메이션 제 878 ~ 879화. 에도가와 코난, 모리 란, 스즈키 소노코, 세라 마스미, 영역 밖의 여동생, 아카이 슈이치 외 다수 등장. |
| 280 | 탈의실의 사각                                                  | 971. 또 한명의 손님                                                                                             | 92권    | 애니메이션 제 878 ~ 879화. 에도가와 코난, 모리 란, 스즈키 소노코, 세라 마스미, 영역 밖의 여동생, 아카이 슈이치 외 다수 등장. |
| 281 | 잔물결의 마법사                                                | 972. 잔물결의 해후 973. 잔물결의 수사관 974. 잔물결의 마법사                                                    | 92권    | 애니메이션 제 881 ~ 882화. 에도가와 코난, 모리 란, 세라 마스미, 아카이 슈이치, 하네다 슈키치, 영역 밖의 여동생(메리 마스미), 쿠도 유키코, 쿠도 유사쿠 외 다수 등장. 배경으로 아카이 츠토무가 첫 언급.                                                                            |
| 282 | 옆 가게는 에도마에 추리쇼                                      | 975. 도쿄 토박이 탐정!? 976. 들켜버린 만마권 977. 에도식 추리쇼                                                 | 92권    | 애니메이션 제 894 ~ 895화. 에도가와 코난, 모리 란, 모리 코고로 외 다수 등장. 와키타 카네노리 첫 등장. |
| 283 | 하얀 손의 여자                                                 | 978. 와카사 선생님의 집 979. 하얀 손의 여자 980. 새하얀 기분                                                    | 92권    | 애니메이션 제 896 ~ 897화. 에도가와 코난, 하이바라 아이, 소년 탐정단 (어린이 탐정단), 와카사 루미, 쿠로다 효우에, 메구레 경부, 다카기 형사 외 다수 등장. 와키타 카네노리 재등장.                                                                                                 |
| 284 | 수수께끼는 카페 포아로에서                                     | 981. 카페 포아로에서 시간 때우기 중                                                                             | 92권    | 애니메이션 제 885 ~ 886화. 에도가와 코난, 모리 란, 핫토리 헤이지, 토야마 카즈하, 아무로 토오루, 에노모토 아즈사, 오오카 모미지 외 다수 등장. 이오리 무가 첫 등장. |
| 284 | 수수께끼는 카페 포아로에서                                     | 982. 약속은 카페 포아로에서 983. 포아로에서 수수께끼풀이를                                                      | 93권    | 애니메이션 제 885 ~ 886화. 에도가와 코난, 모리 란, 핫토리 헤이지, 토야마 카즈하, 아무로 토오루, 에노모토 아즈사, 오오카 모미지 외 다수 등장. 이오리 무가 첫 등장. |
| 285 | 키사키 변호사 SOS                                              | 984. 에리, 증식(増殖)하다 985. 에리, 만사휴의 986. 에리, SOS                                                    | 93권    | 애니메이션 제 901화 ~ 902화. 에도가와 코난, 모리 란, 모리 코고로, 키사키 에리, 쿠리야마 미도리, 다카기 형사 외 다수 등장. 오키노 요코, '변호사 영화의 여주인공' 역으로 등장. |
| 286 | 불타는 텐트의 불가사의                                         | 987. 팁오프 988. 바이올레이션 989. 버저비터                                                                     | 93권    | 애니메이션 제 909화 ~ 910화. 에도가와 코난, 하이바라 아이, 소년 탐정단 (어린이 탐정단), 와카사 루미, 쿠로다 효우에, 시라토리 경부, 유미나가 경부 외 다수 등장. 고바야시 선생, 아가사 박사 언급.                                                                                  |
| 287 | 사랑과 추리의 검도 대회                                        | 990. 오늘이야말로 결착을 991. 손대지마 992. 여기서 만났으니...                                                  | 93권    | 애니메이션 제 916화 ~ 917화. 에도가와 코난, 모리 란, 핫토리 헤이지, 토야마 카즈하, 오오카 모미지, 이오리 무가, 오키타 소지, 다카기 형사, 사토 미와코 외 다수 등장. |
| 287 | 사랑과 추리의 검도 대회                                        | 993. 잠깐 기다려                                                                                                | 94권    | 애니메이션 제 916화 ~ 917화. 에도가와 코난, 모리 란, 핫토리 헤이지, 토야마 카즈하, 오오카 모미지, 이오리 무가, 오키타 소지, 다카기 형사, 사토 미와코 외 다수 등장. |
| 288 | 여고생 트리오 비밀의 카페                                      | 994. 란의 발자취를... 995. 모르는 거야? 996. 여행의 진상                                                        | 94권    | 애니메이션 제 919화 ~ 920화. 에도가와 코난, 모리 란, 모리 코고로, 쿠도 신이치(상상), 오키타 소지(상상), 스즈키 소노코, 세라 마스미, 다카기 형사, 메구레 경부 외 다수 등장. |
| 289 | 마음이 담긴 스트랩                                             | 997. 하이바라의 기분 998. 스트랩을 찾아라! 999. 그냥 그런 거 아니거든!                                          | 94권    | 애니메이션 제 925화 ~ 926화. 에도가와 코난, 하이바라 아이, 소년 탐정단 (어린이 탐정단), 아가사 히로시, 오키야 스바루, 아무로 토오루 외 다수 등장. 카자미 유우야 첫 등장. |
| 290 | 붉은 수학여행(선홍편·연홍편)                                   | 1000. 선홍의 천장 1001. 홍련의 마물 1002. 붉은 노송나무 껍질로 만든 이누야라이 1003. 붉은 빛 도는 쥐색의 흔적   | 94권    | 애니메이션 제 927화 ~ 928화. 연속 1시간 스페셜. 에도가와 코난, 쿠도 신이치, 모리 란, 스즈키 소노코, 세라 마스미, 핫토리 헤이지, 토야마 카즈하, 아야노코지 후미마로, 오오카 모미지, 쿠도 유사쿠, 쿠도 유키코 외 다수 등장.                                                        |
| 290 | 붉은 수학여행(선홍편·연홍편)                                   | 1004. 연홍의 대답 1005. 농홍의 전조                                                                             | 95권    | 애니메이션 제 927화 ~ 928화. 연속 1시간 스페셜. 에도가와 코난, 쿠도 신이치, 모리 란, 스즈키 소노코, 세라 마스미, 핫토리 헤이지, 토야마 카즈하, 아야노코지 후미마로, 오오카 모미지, 쿠도 유사쿠, 쿠도 유키코 외 다수 등장.                                                        |
| 291 | 마리아를 찾아라!                                               | 1006. 얌전히 있어! 1007. 초조해하고 있다고요 1008. 거봐♡(ホラ見る♡)                                             | 95권    | 애니메이션 제 941화 ~ 942화. 에도가와 코난, 모리 란, 모리 코고로, 하이바라 아이, 소년 탐정단 (어린이 탐정단), 아가사 히로시, 오키야 스바루, 와카사 루미, 쿠로다 효우에, 와키타카네노리, 고바야시 스미코, 히가시오 마리아 외 다수 등장. 카라스마 렌야 언급.                       |
| 292 | 미궁의 칵테일(전편·중편·후편)                                  | 1009. 블랙버니클럽에서 1010. 바이바이(Byebye)야 1011. 그 여자의 기억 1012. 방심했군                             | 95권    | 애니메이션 제 952화 ~ 954화. 에도가와 코난, 모리 란, 모리 코고로, 아무로 토오루, 다카기 형사, 메구레 경부, 아카이 슈이치, 쿠도 유사쿠, 쿠도 유키코 외 다수 등장. |
| 293 | 표적은 경시청 교통부(1·2·3·4)                                  | 1013. 동갑인데... 1014. 임장(臨場)                                                                              | 95권    | 애니메이션 제 971화 ~ 974화 에피소드. 에도가와 코난, 하이바라 아이, 소년 탐정단 (어린이 탐정단), 미이케 나에코, 치바 카즈노부, 사토 미와코, 미야모토 유미, 쿠로다 효우에, 시라토리 닌자부로, 다카기 형사, 메구레 경부, 하네다 슈키치, 오키야 스바루, 아무로 토오루 외 다수 등장. |
| 293 | 표적은 경시청 교통부(1·2·3·4)                                  | 1015. 여성 경찰관 연속 살인 사건 1016. 주차금지 표지판(駐禁の標識) 1017. 그 미이케가 아니라(『ミケ』じゃなくて) | 96권    | 애니메이션 제 971화 ~ 974화 에피소드. 에도가와 코난, 하이바라 아이, 소년 탐정단 (어린이 탐정단), 미이케 나에코, 치바 카즈노부, 사토 미와코, 미야모토 유미, 쿠로다 효우에, 시라토리 닌자부로, 다카기 형사, 메구레 경부, 하네다 슈키치, 오키야 스바루, 아무로 토오루 외 다수 등장. |
| 294 | 괴도키드 VS 공명, 표적이 된 입술                               | 1018. 얼음 속에서 1019. 바꿔치기 1020. 농락 1021. 유품                                                          | 96권    | 애니메이션 제 983화 ~ 984화 에피소드. 에도가와 코난, 모리 란, 토야마 카즈하, 핫토리 헤이지, 모리 코고로, 모로후시 타카아키, 나카모리 경부, 스즈키 지로키치, 괴도키드 외 다수 등장                                                                                                |
| 295 | 대역·쿄고쿠 마코토(전편·중편·후편)                             | 1022. 대역군 1023. 이상한 약 1024. 세라의 추궁 1025. 어른스러운 아이                                            | 96권    | 애니메이션 제 993화 ~ 995화 에피소드. 에도가와 코난, 모리 란, 세라 마스미, 스즈키 소노코, 쿄고쿠 마코토, 다카기 형사, 메구레 경부 외 다수 등장 |
| 295 | 대역·쿄고쿠 마코토(전편·중편·후편)                             | 1026. 소중한 거니까요                                                                                           | 97권    | 애니메이션 제 993화 ~ 995화 에피소드. 에도가와 코난, 모리 란, 세라 마스미, 스즈키 소노코, 쿄고쿠 마코토, 다카기 형사, 메구레 경부 외 다수 등장 |
| 296 | 36칸의 완전 범죄(전편·중편·후편)                               | 1027. 탐정의 눈 1028. 설산의 산장 1029. 우는 아이도 재우는 1030. 당신과 마찬가지로 1031. 위험한 감정            | 97권    | 애니메이션 제 1003화 ~ 1005화 에피소드. 에도가와 코난, 모리 란, 모리 코고로, 아무로 토오루, 와키타 카네노리, 야마토 칸스케, 우에하라 유이, 모로후시 타카아키, 쿠로다 효우에 외 다수 등장.                                                                                        |
| 297 | 산나물 채집과 클로버                                           | 1032. 나물 채취 1033. 행운의 부적 1034. 부주의하니까...                                                         | 97권    | 애니메이션 제 1011화 ~ 1012화 에피소드. 에도가와 코난, 하이바라 아이, 소년 탐정단 (어린이 탐정단), 와카사 루미, 야마무라 미사오 외 다수 등장. |
| 298 | 골동품 접시는 감출 수 없다(전편·중편·후편)                     | 1035. 퇴흑 그릇 1036. 어른스러운 아이                                                                           | 97권    | 애니메이션 제 1018화 ~ 1020화 에피소드. 에도가와 코난, 하이바라 아이, 오키야 스바루, 세라 마스미, 아가사 히로시 외 다수 등장. |
| 298 | 골동품 접시는 감출 수 없다(전편·중편·후편)                     | 1037. 시간의 흐름을... 1038. 은폐보단 드러내며                                                                  | 98권    | 애니메이션 제 1018화 ~ 1020화 에피소드. 에도가와 코난, 하이바라 아이, 오키야 스바루, 세라 마스미, 아가사 히로시 외 다수 등장. |
| 299 | 오오카 모미지의 도전장                                         | 1039. 모미지의 도전장 1040. 풋볼을 좋아하는 엄마가 1041. 30년만의 형제 1042. 징기스칸의 추억                    | 98권    | 애니메이션 제 1024화 ~ 1025화 에피소드. 오오카 모미지, 이오리 무가, 모리 란, 모리 코고로, 에도가와 코난, 하이바라 아이, 소년 탐정단(어린이 탐정단), 핫토리 헤이지, 토야마 카즈하 외 다수 등장.                                                                                   |
| 300 | 태합 명인의 쇼기판(첫수·묘수·장군)                             | 1043. 명인의 수염 1044. 명인의 눈 1045. 명인의 수 1046. 명인의 손                                               | 98권    | 애니메이션 제 1033화 ~ 1035화 에피소드. 하네다 슈키치, 미야모토 유미, 에도가와 코난, 하이바라 아이, 소년 탐정단(어린이 탐정단), 사토 미와코, 다카기 형사, 유미나가 경부, 쿠도 유사쿠, 쿠도 유키코, 아카이 슈이치 외 다수 등장.                                                   |
| 301 | 천벌이 내려지는 생일파티                                       | 1047. 가지고 있었어...                                                                                          | 98권    | 애니메이션 제 1045화 ~ 1046화 에피소드. 모리 란, 세라 마스미, 스즈키 소노코, 에도가와 코난, 메리 세라, 메구레 경부, 다카기 형사, 베르무트 외 다수 등장. 세키자와 유미 첫 등장.                                                                                                   |
| 301 | 천벌이 내려지는 생일파티                                       | 1048. 왜 눈물을 흘리고 있어... 1049. 정말 믿기지 않아.... 1050. 제자이자, 마법사                                | 99권    | 애니메이션 제 1045화 ~ 1046화 에피소드. 모리 란, 세라 마스미, 스즈키 소노코, 에도가와 코난, 메리 세라, 메구레 경부, 다카기 형사, 베르무트 외 다수 등장. 세키자와 유미 첫 등장.                                                                                                   |
| 302 | 목장에 떨어진 불씨                                             | 1051. 이상한 목장 1052. 덜렁이와 의혹 1053. 빛 1054. 강한건...                                                  | 99권    | 애니메이션 제 1053 ~ 1054화 에피소드. 카자미 유우야, 아무로 토오루, 에노모토 아즈사(1051화 표지), 코바야시 스미코, 와카사 루미, 에도가와 코난, 하이바라 아이, 소년 탐정단(어린이 탐정단)외 다수 등장.                                                                            |
| 303 | 오키노 요코와 다락방의 밀실                                    | 1055. 코고로 궁지에 몰리다. 1056. 다락방의 밀실 1057. 암호의 이유                                               | 99권    | 애니메이션 제 1059 ~ 1060화 에피소드. 모리 코고로, 모리 란, 에도가와 코난, 오키노 요코, 와키다 카네노리, 아무로 토오루, 에노모토 아즈사 외 다수 등장. |
| 304 | 쿠도 유사쿠의 추리쇼                                           | 1058. TV에서 추리쇼                                                                                             | 99권    | 애니메이션 제 1071 ~ 1072화 에피소드. 쿠도 유사쿠, 쿠도 유키코, 에도가와 코난, 베르무트, 모리 란, 모리 코고로, 진, 워커, 아카이 슈이치, 조디 스털링, 안드레 캐멀 외 다수 등장.                                                                                                   |
| 304 | 쿠도 유사쿠의 추리쇼                                           | 1059. 쇼(SHOW)의 협의 1060. 쇼(SHOW)는 지금부터                                                                 | 100권   | 애니메이션 제 1071 ~ 1072화 에피소드. 쿠도 유사쿠, 쿠도 유키코, 에도가와 코난, 베르무트, 모리 란, 모리 코고로, 진, 워커, 아카이 슈이치, 조디 스털링, 안드레 캐멀 외 다수 등장.                                                                                                   |
| 305 | 검은 조직의 모략(사냥·상륙·정체)                               | 1061. 피로 물든 ID 1062. 골목 어귀의 함정 1063. 한밤 중에 추격극                                                | 100권   | 애니메이션 1077 ~ 1079화 에피소드. 에도가와 코난, 소년 탐정단, 하이바라 아이, 와키타 카네노리(=럼), 워커, 진, 키르, 베르무트, 키안티, 코른, 조디 스털링, 안드레 캐멀, 아카이 슈이치, 쿠도 유키코, 쿠도 유사쿠 외 다수 등장.                                                      |
| 306 | 검은 조직의 모략(사냥·상륙·정체)                               | 1064. 어둠 속의 빛 1065. 사냥꾼과 사냥감 1066. RUM                                                              | 100권   | 애니메이션 1077 ~ 1079화 에피소드. 에도가와 코난, 소년 탐정단, 하이바라 아이, 와키타 카네노리(=럼), 워커, 진, 키르, 베르무트, 키안티, 코른, 조디 스털링, 안드레 캐멀, 아카이 슈이치, 쿠도 유키코, 쿠도 유사쿠 외 다수 등장.                                                      |
| 307 | 불길한 인연의 맺음                                             | 1067. 비밀스러운 신사 방문 1068. 잘못된 수배범 관찰조사 1069. 눈사람(雪だるま)                                  | 100권   | 애니메이션 1085 ~ 1086화 에피소드. 에도가와 코난, 모리 코고로, 모리 란, 토야마 카즈하, 핫토리 헤이지, 다카키 와타루, 사토 미와코 외 다수 등장. |

### 101권 ~ 현재
| 편  | 사건명                                                                           | 파일명                                                                                             | 수록 권 | 비고 |
| --- | -------------------------------------------------------------------------------- | -------------------------------------------------------------------------------------------------- | ------- | --- |
| 308 | 미야노 아케미의 타임캡슐                                                         | 1070. 이런 곳에서 만나게 될 줄이야... 1071. 타임 캡슐 1072. 6학년 A반의 인기인                     | 101권   | 애니메이션 1093 ~ 1094화 에피소드. 에도가와 코난, 하이바라 아이, 소년탐정단, 코바야시 스미코, 와카사 루미, 와키타 카네노리(럼) 외 다수 등장. 미야노 아케미 언급. |
| 309 | 바람의 여신·하기와라 치하야                                                      | 1073. 바람의 여신 1074. 바람의 추적 1075. 바람의 확보                                              | 101권   | 애니메이션 제 1098 ~ 1099화 에피소드. 에도가와 코난, 모리 코고로, 모리 란, 스즈키 소노코, 아가사 히로시, 히기와라 치하야(첫등장), 요코미조 쥬고 외 다수 등장 |
| 310 | 키드 vs 아무로 : 왕비의 앞머리                                                   | 1076. 도발(挑発) 1077. 연무(煙霧) 1078. 재현(再現)                                                 | 101권   | 애니메이션 제 1105 ~ 1106화 에피소드. 에도가와 코난, 모리 란, 스즈키 소노코, 아무로 토오루, 카자미 유우야, 에노모토 아즈사, 스즈키 지로키치, 나카모리 경부, 괴도키드 외 다수 등장 |
| 311 | 타카기와 다테의 수첩 약속                                                        | 1079. 수첩에 남겨진 것 1080. 잠든 사건                                                             | 101권   | 애니메이션 제 1109 ~ 1110화 에피소드. 에도가와 코난, 하이바라 아이, 소년탐정단(어린이 탐정단), 타카기 와타루, 사토 미와코, 아무로 토오루, 에노모토 아즈사, 다테 와타루(회상), 마츠다 진페이(회상), 메구레 경부 외 다수 등장 |
| 311 | 타카기와 다테의 수첩 약속                                                        | 1081. 의지를 잇는 자                                                                               | 102권   | 애니메이션 제 1109 ~ 1110화 에피소드. 에도가와 코난, 하이바라 아이, 소년탐정단(어린이 탐정단), 타카기 와타루, 사토 미와코, 아무로 토오루, 에노모토 아즈사, 다테 와타루(회상), 마츠다 진페이(회상), 메구레 경부 외 다수 등장 |
| 312 | 나가노와 군마현, 경계의 유체                                                     | 1082. 경계선에서의 살인 1083. 경계선에서의 추억 1084. 밋짱의 집                                    | 102권   | 애니메이션 제 1123 ~ 1124화 에피소드. 에도가와 코난, 모리 코고로, 모리 란, 야마무라 경부, 야마토 칸스케, 모로후시 타카아키, 우에하라 유이 외 다수 등장 |
| 313 | 치하야와 쥬고의 혼인 활동 파티                                                   | 1085. 15(쥬고)의 수난 1086. 18(오하)의 기억 1087. 바보들 (バカ共)                                  | 102권   | 애니메이션 제 1115 ~ 1116화 에피소드. 에도가와 코난, 모리 코고로, 모리 란, 요코미조 쥬고, 히가와라 치하야, 메구레 경부, 타카기 와타루, 사토 미와코 외 다수 등장 |
| 314 | 오오카 모미지의 달콤한 함정                                                      | 1088. 달콤한 함정 1089. 반쯤 열린 문 1090. 문 너머의 진실                                          | 102권   | 애니메이션 1135 ~ 1136화 에피소드. 에도가와 코난, 모리 란, 토야마 카즈하, 핫토리 헤이지, 모리 코고로, 오오카 모미지, 이오리 무가, 쿠로다 효우에, 아야노 코지 경부, 산소호흡기의 인물(첫등장) 외 다수 등장 |
| 315 | 트리플 콜라보의 불륜의혹                                                         | 1091. 콜라보                                                                                       | 102권   | 애니메이션 제 1130 ~ 1131화 에피소드. 에도가와 코난, 하이바라 아이, 소년탐정단(어린이 탐정단), 아가사 히로시, 하네다 슈키치, 코바야시 스미코, 미야모토 유미, 시라토리 닌자부로, 미이케 나에코, 치바 카즈노부 외 다수 등장 |
| 315 | 트리플 콜라보의 불륜의혹                                                         | 1092. 새로운 자극 1093. 빛남                                                                       | 103권   | 애니메이션 제 1130 ~ 1131화 에피소드. 에도가와 코난, 하이바라 아이, 소년탐정단(어린이 탐정단), 아가사 히로시, 하네다 슈키치, 코바야시 스미코, 미야모토 유미, 시라토리 닌자부로, 미이케 나에코, 치바 카즈노부 외 다수 등장 |
| 316 | 호텔 연속 폭파사건                                                               | 1094. 우연한 만남 1095. 세 개의 암호 1096. 사각의 비밀                                             | 103권   | 애니메이션 제 1144 ~ 1145화 에피소드. 에도가와 코난, 세라 마스미, 메리 세라, 키사키 에리, 메구레 경부, 산소호흡기의 인물 외 다수 등장 |
| 317 | 탐정단과 두명의 인도자                                                           | 1097. 인솔자 1098. 바다의 집 1099. 물러가라                                                        | 103권   | 애니메이션 제 1148 ~ 1149화 에피소드. 에도가와 코난, 하이바라 아이, 소년 탐정단(어린이 탐정단), 오키야 스바루, 와카사 루미, 요코미조 산고 외 다수 등장 |
| 318 | 괴도키드와 왕관 매직                                                             | 1100. 연멸(煙滅) 1101. 수색(搜索) 1102. 표리(表裏)                                                 | 103권   | 애니메이션 제 1150 ~ 1151화 에피소드. 에도가와 코난, 에노모토 아즈사, 모리 란, 스즈키 소노코, 아무로 토오루, 와키타 카네노리(럼), 스즈키 지로키치, 나카모리 경부, 괴도키드, 매할배(첫등장) 외 다수 등장 |
| 319 | 17년 전의 진상(피로물든 기사(나이트)·달안의 악마·멀리 내다보는 각행·여왕의 계략) | 1103. 흑백의 서막 1104. 피로 물든 기사 1105. 함락의 눈물                                           | 104권   | 애니메이션 제 1164 ~ 1167화 에피소드. 에도가와 코난, 하이바라 아이, 아가사 히로시, 모리 란, 모리 코고로, 와키타 카네노리(럼), 와카사 루미, 쿠로다 효우에, 코바야시 스미코, 소년 탐정단(어린이 탐정단), 시라토리 닌자부로, 메구레 경부, 키안티, 코른, 하네다 코지(회상), 아만다 휴즈(회상), 아카이 츠토무(회상), 메리(회상), 아카이 슈이치 외 다수 등장 |
| 319 | 17년 전의 진상(피로물든 기사(나이트)·달안의 악마·멀리 내다보는 각행·여왕의 계략) | 1106. 달안의 악마 1107. 멀리서 보는 각행 1108. 명인의 울타리 1109. 여왕의 갬빗                     | 104권   | 애니메이션 제 1164 ~ 1167화 에피소드. 에도가와 코난, 하이바라 아이, 아가사 히로시, 모리 란, 모리 코고로, 와키타 카네노리(럼), 와카사 루미, 쿠로다 효우에, 코바야시 스미코, 소년 탐정단(어린이 탐정단), 시라토리 닌자부로, 메구레 경부, 키안티, 코른, 하네다 코지(회상), 아만다 휴즈(회상), 아카이 츠토무(회상), 메리(회상), 아카이 슈이치 외 다수 등장 |
| 320 | 식인 교실의 괴이                                                                 | 1110. 불미스러운 참관일 1111. 화단의 괴이함 1112. 흘러넘친 진실                                    | 104권   | 애니메이션 제 1169 ~ 1170화 에피소드. 에도가와 코난, 소년 탐정단(어린이 탐정단), 하이바라 아이, 와카사 루미, 코바야시 스미코, 쿠도 유키코, 쿠도 유사쿠, 아가사 히로시, 와키타 카네노리(럼) 외 다수 등장 |
| 321 | 집사가 된 이유                                                                   | 1113. 집사와 수수께끼                                                                              | 104권   | 애니메이션 제 1171 ~ 1172화 에피소드. 에도가와 코난, 핫토리 헤이지, 토야마 카즈하, 오오카 모미지, 이오리 무가, 메구레 경부, 아무로 토오루, 카자미 유우야, 쿠로다 효우에, 매할배 외 다수 등장 |
| 321 | 집사가 된 이유                                                                   | 1114. 집사와 아가씨 1115. 집사와 형사                                                              | 105권   | 애니메이션 제 1171 ~ 1172화 에피소드. 에도가와 코난, 핫토리 헤이지, 토야마 카즈하, 오오카 모미지, 이오리 무가, 메구레 경부, 아무로 토오루, 카자미 유우야, 쿠로다 효우에, 매할배 외 다수 등장 |
| 322 | (다카오산 사찰의 도깨비 불)                                                      | 1116. 산 중의 비 피하며 잘 곳 1117. 징벌 방의 수수께끼 1118. 떠올라서...                           | 105권   | 애니메이션 미방영 에피소드. 에도가와 코난, 모리 코고로, 모리 란, 핫토리 헤이지, 토야마 카즈하 외 다수 등장 |
| 323 | (키드와 벨트리 타워 총격사건)                                                    | 1119. 천공(天空) 1120. 대역(代役) 1121. 증명(証明) 1122. 탐정(探偵)                                | 105권   | 애니메이션 미방영 에피소드. 에도가와 코난, 모리 란, 스즈키 소노코, 하쿠바 사구루, 나카모리 경부, 메구레 경부, 타카기 와타루, 스즈키 지로키치, 괴도키드 외 다수 등장 |
| 324 | (타카기와 치하야의 위장 잠입 수사)                                               | 1123. 사라진 유괴범                                                                                | 105권   | 애니메이션 미방영 에피소드. 에도가와 코난, 하이바라 아이, 소년탐정단(어린이 탐정단), 사토 미와코, 타카기 와타루, 하기와라 치하야, 요코미조 쥬고, 아무로 토오루 외 다수 등장 |
| 324 | (타카기와 치하야의 위장 잠입 수사)                                               | 1124. 기묘한 주사위 1125. 세 지점 작전                                                             | 106권   | 애니메이션 미방영 에피소드. 에도가와 코난, 하이바라 아이, 소년탐정단(어린이 탐정단), 사토 미와코, 타카기 와타루, 하기와라 치하야, 요코미조 쥬고, 아무로 토오루 외 다수 등장 |
| 325 | (엽기 살인범과 납치 감금 사건)                                                   | 1126. 수상한 손님 1127. 시간 제한은 0시 1128. 반격의 기폭제                                        | 106권   | 애니메이션 미방영 에피소드. 에도가와 코난, 모리 란, 스즈키 소노코, 세라 마스미, 아무로 토오루, 에노모토 아즈사 외 다수 등장 |
| 326 | (괴뢰의 악마와 오사카 연쇄 사건)                                                 | 1129. 주은색의 개연 1130. 치자빛의 첫 날 1131. 연색의 중일 1132. 연묵색의 전악 1133. 천색의 천추락 | 106권   | 애니메이션 미방영 에피소드. 에도가와 코난, 모리 란, 모리 코고로, 핫토리 헤이지, 토야마 카즈하, 오오타키 경부, 토야마 긴시로, 토야마 사쿠라(첫등장) 외 다수 등장 |
| 327 | (부서진 수도꼭지의 추억)                                                         | 1134. 해후조우(邂逅遭遇) 1135. 쾌도난마(快刀乱麻) 1136. 일기일회(一期一会)                         | 107권   | 애니메이션 미방영 에피소드. 에도가와 코난, 모리 란, 모리 코고로, 쿠도 신이치(회상), 마츠다 진페이(회상), 모로후시 히로미츠(회상), 하기와라 켄지(회상), 다테 와타루(회상), 아무로 토오루 외 다수 등장 |
| 328 | (죽은 영혼과 등불의 괴이함)                                                      | 1137. 죽은 자의 등불 1138. 불은 다시 타오른다 1139. 화염의 뒷정리 1140. 맡겨진 증거                | 107권   | 애니메이션 미방영 에피소드. 에도가와 코난, 아가사 히로시, 하이바라 아이, 소년 탐정단, 야마토 칸스케, 모로후시 타카아키, 우에하라 유이 외 다수 등장 |
| 329 | (수상한 행보와 세명의 종이 가방)                                                 | 1141. 코고로의 밀회 1142. 거짓말 쟁이는... 1143. 연기처럼                                          | 107권   | 애니메이션 미방영 에피소드. 에도가와 코난, 모리 란, 모리 코고로, 키사키 에리, 아무로 토오루, 에노모토 아즈사 외 다수 등장 |
| 330 | (거구의 사내와 다가오는 검은 그림자)                                             | 1144. 호명된 남자 1145. 위험한 재회 1146. 위험하니깐...                                            | 108권   | 애니메이션 미방영 에피소드. 에도가와 코난, 소년탐정단, 하이바라 아이, 안드레 캐멜, 와키타 카네노리(럼), 메구레 경부, 타카기 와타루 외 다수 등장 |
| 331 | (사건 현장에서 일어난 두 번째 사건)                                              | 1147. 혼돈의 클라이맥스 1148. 혼돈의 방문자 1149.                                                  | 108권   | 애니메이션 미방영 에피소드. 에도가와 코난, 안드레 캐멜, 와키타 카네노리(럼), 소년 탐정단, 하이바라 아이, 사토 미와코, 시라토리 닌자부로, 치바 카즈노부, 조디 스털링, 아카이 슈이치, 와카사 루미, 키안티, 코른 외 다수 등장 |
| 332 |                                                                                  | | 108권   | |

## 참고 사항
1. ↑  또한 애니메이션 제 128화인 오리지널 에피소드의 기초가 된 검은 조직 10억엔 강탈 사건도 여러번 언급된다.
2. ↑  "셜록 홈즈의 형"인 마이크로프트 홈즈의 일본식 이름
3. ↑  옛 천황 거주지 안쪽에 건축된 문. 이 문의 정면에 일본 경시청 청사가 있어 이런 별칭으로 불린다.
4. ↑  한국에선 경감(警監), 영어로 police inspector.
5. ↑  소생(蘇生/甦生): 거의 죽어 가던 상태에서 다시 살아남.
6. ↑  오월동주(吳越同舟): 서로 미워하면서도 공통의 어려움이나 이해에 대해서는 협력하는 경우를 비유하는 말.
7. ↑  칸진쵸(勸進帳): 일본 무용극 가부키의 연극 중 하나.
8. ↑  히나인형: 히나마츠리에 활용되는 일본식 인형으로 지역별로 배열이 다르다.
9. ↑  히데요시와 노부나가의 관계와 유사한 피해자와 살인범의 관계를 우의적으로 빗댄 말이다.
10. ↑  사건의 실마리로 범인의 정체와 누가 겐타의 아버지인지 알려주는 단서.
11. ↑  쿠마데(くまで)[熊手] : 갈퀴. 복을 긁어모은다는 의미의 장식품으로 1년동안 걸어두며 집안의 안녕 또는 가게의 번영을 기원한다고 함.
12. ↑  일본판 제목으로 "トリ物帖"이며, 직역하면 "새물첩"이 되나 "에도 시대를 배경으로 하는 추리 소설"을 뜻하는 "とりものちょう"와 동일하게 취급함.
13. ↑  카루타: 일본의 낱말 카드 놀이의 일종으로 수수께끼의 해답에 해당하는 단어가 적힌 카드를 많이 모으는 언어 게임이다.
14. ↑  바움쿠헨 : 고목(古木)을 본떠서 탑 모양으로 높다랗게 만든 케이크.
15. ↑  일착(一着)에는 "옷 한 벌"이라는 뜻과 장기에서 "한 수를 놓다"라는 뜻이 있음. 본 화의 제목에서는 두 의미가 중첩되어 쓰임.
16. ↑  달리 의역된 제목은 "용의자인가, 쿄고쿠 마코토". 번역을 달리 하면 "용의자가 된 쿄고쿠 마코토".
17. ↑  고양이를 뒤집어 쓰다(猫を かぶる)는 '내숭을 떨다', '시치미를 떼다'라는 뜻의 일본 속담이다.
18. ↑  꼭두각시 놀음에서 쓰이는 인형
19. ↑  「고삐를 잡고서 조용하고 은밀하게 문제를 처리한다는 의미」의 일본어 관용어구.
20. ↑  「어둠 속에서 소리소문 없이 은밀하게 일을 진행한다」는 의미의 일본어 관용구.
21. ↑  만사휴의(萬事休矣): '모든 것이 끝났다'라는 의미로 절망적인 표현.
22. ↑  개울타리. 도둑 방지나 도로와의 경계선 역할을 위해 세워둔
 울타리
23. ↑  징기스칸은 일본 홋카이도 지방의 양고기 요리로서, 머튼과 램을 구워먹는 요리의 일종이다. 한자로는 成吉思汗이라고 표기하기도 한다. 일본에서 기원한 양고기 요리로, 이름은 몽골 제국의 군주 칭기즈 칸의 일본어식 발음에서 유래하였으나 몽골이나 칭기즈 칸과 직접적인 연관은 전혀 없다.
24. ↑  '미아타리 소우사(見当たり捜査)'. 사전에 지명수배범들의 얼굴을 기억한 후 번화가 등에서 행인들의 얼굴을 지켜보면서 범인을 식별해내는 수사기법이다.
25. ↑  천추락: 공연의 마지막.

## 같이 보기
- 명탐정 코난 (일본의 만화)
- 명탐정 코난 (애니메이션)